# Połczyn-Zdrój
Połczyn-Zdrój (niem. Bad Polzin) – miasto w północno-zachodniej Polsce, w województwie zachodniopomorskim, w powiecie świdwińskim, uzdrowisko lecznicze na Pomorzu Zachodnim, położone nad rzeką Wogrą. Siedziba gminy miejsko-wiejskiej Połczyn-Zdrój, dekanatu, nadleśnictwa. Ośrodek turystyczny na Pojezierzu Drawskim, gdzie leczy się schorzenia reumatyczne, neurologiczne i niepłodność, ośrodek wytwórni wód mineralnych.
Według danych z 31 grudnia 2009 Połczyn-Zdrój zamieszkiwały 8463 osoby, co lokuje miasto na 27. miejscu pod względem ludności w województwie.

## Położenie
Połczyn-Zdrój leży w środkowej części województwa zachodniopomorskiego, we wschodniej części powiatu świdwińskiego, w którym jest drugim ośrodkiem miejskim. Miasto położone jest nad rzeką Wogrą, na Pojezierzu Drawskim, w zachodniej części pasa Pojezierzy Zachodniopomorskich. Miasto leży wśród wzgórz morenowych w tzw. Szwajcarii Połczyńskiej. Blisko połowa gminy leży na terenie Drawskiego Parku Krajobrazowego lub w jego otulinie, a 2/3 powierzchni jest wpisane do programu Natura 2000.
Historycznie miasto leży na Pomorzu Zachodnim. W latach 1975–1998 miasto administracyjnie należało do woj. koszalińskiego.

## Warunki naturalne
| Rodzaj                       | Powierzchnia | %      |
| ---------------------------- | ------------ | ------ |
| Użytki rolne                 | 295 ha       | 40,92% |
| Lasy i grunty leśne          | 36 ha        | 4,99%  |
| Pozostałe grunty i nieużytki | 390 ha       | 54,09% |
| Razem Σ                      | 722 ha       | 100%   |

Według danych z 1 stycznia 2010 powierzchnia miasta wynosi 7,22 km². W Połczynie mieszka 54% mieszkańców gminy Połczyn-Zdrój.
Powierzchnia gruntów leśnych w mieście wynosiła w 2007 35,8 ha, co daje lesistość na poziomie 5%. Według danych z 2005 użytki rolne na obszarze miasta obejmowały 295 ha, czyli 40,9% jego powierzchni.

### Przyroda

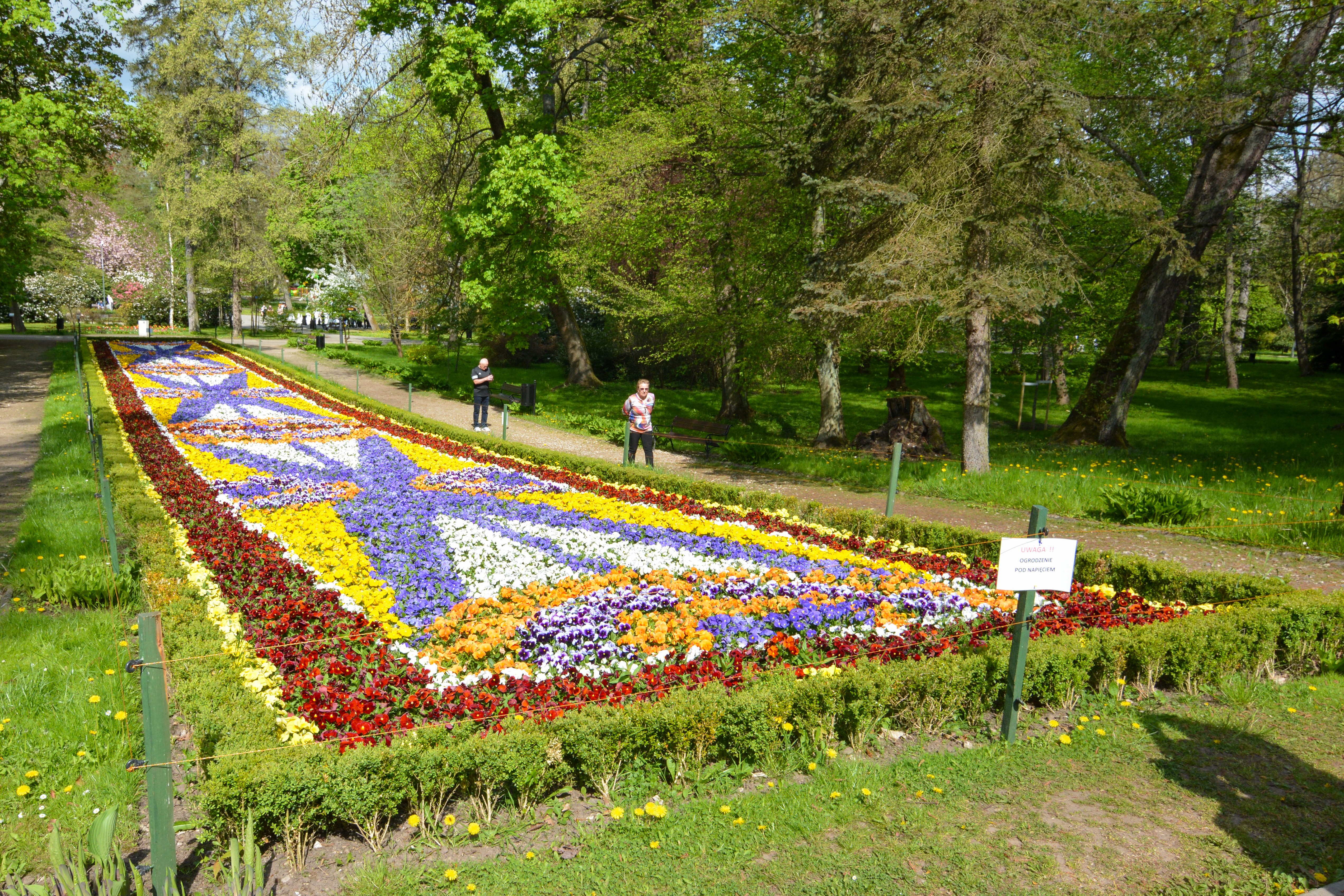
Park Zdrojowy w Połczynie-Zdroju

Miasto znajduje się w otulinie Drawskiego Parku Krajobrazowego, który rozciąga się na południe i wschód od miasta. Teren wokół miasta objęto dwoma obszarami programu Natura 2000, są to: specjalny obszar ochrony siedlisk „Dorzecze Parsęty” oraz obszar specjalnej ochrony ptaków Ostoja Drawska. Utworzone są także 3 strefy ochrony uzdrowiskowej, gdzie podstawowa obejmuje całe miasto, a ostatnia cały obszar gminy Połczyn-Zdrój. Na trasie Połczyn-Zdrój – Czaplinek znajduje się utworzony w 1987 rezerwat krajobrazowy Dolina Pięciu Jezior.
W 2003 na południowy zachód od miasta został utworzony zbiornik przeciwpowodziowy „Połczyn-Zdrój” na rzece Wogrze, o powierzchni maksymalnej 23,5 ha i powierzchni minimalnej 12,0 ha, zależnej od rzędnej piętrzenia. Większa część zbiornika została włączona do granic administracyjnych miasta.
W Połczynie-Zdroju znajduje się Park Zdrojowy o powierzchni 80 ha (w tym 35,6 ha terenów zielonych), w którym zlokalizowana jest większość obiektów uzdrowiskowych oraz pijalnia wody Joasia (nieczynna). Północna część parku z alpinarium, stawem i fontannami powstała w l. 1836-1839 w stylu francuskim i posiada symetrycznie ukształtowane trawniki, dywany kwiatowe i ciągi pieszych. Niedługo później założona została znacznie większa, południowa część parku o pagórkowatym ukształtowaniu terenu i swobodnym rozproszeniu zieleni. W zachodniej części parku istnieją stawy, basen kąpielowy oraz ścieżka zdrowia. W ogrodzie dendrologicznym rośnie ok. 60 gatunków drzew i krzewów, m.in. skrzydłorzech kaukaski (Pterocarya fraxinifolia), orzesznik gorzki (Carya cordiformis), orzech czarny (Juglans nigra), orzech szary (Juglans cinerea), 4 odmiany jodeł (Abies), 9 odmian świerków (Picea). Park został założony w latach 1836–1839 i jest wpisany do rejestru zabytków.
Na początku XX wieku w Parku Zdrojowym powstała fontanna z rybimi głowami oraz z figurą grającego chłopca z fujarką (Keramikbrunnen), zniszczoną prawdopodobnie w 1945 i zastąpioną około 1956 przez kulę. Na początku l. 90. w miejscu kuli pojawił się grzybek, a około 2005 na cokół wrócił grajek, którego figura szybko została zniszczona i zastąpiona repliką.
Według danych z 2007 miasto posiada 21 zieleńców o łącznej powierzchni 3,9 ha. Tereny zieleni osiedlowej zajmują powierzchnię 8,5 ha. Do zieleni miejskiej można zaliczyć także cmentarz o powierzchni 7 ha.

## Infrastruktura turystyczna

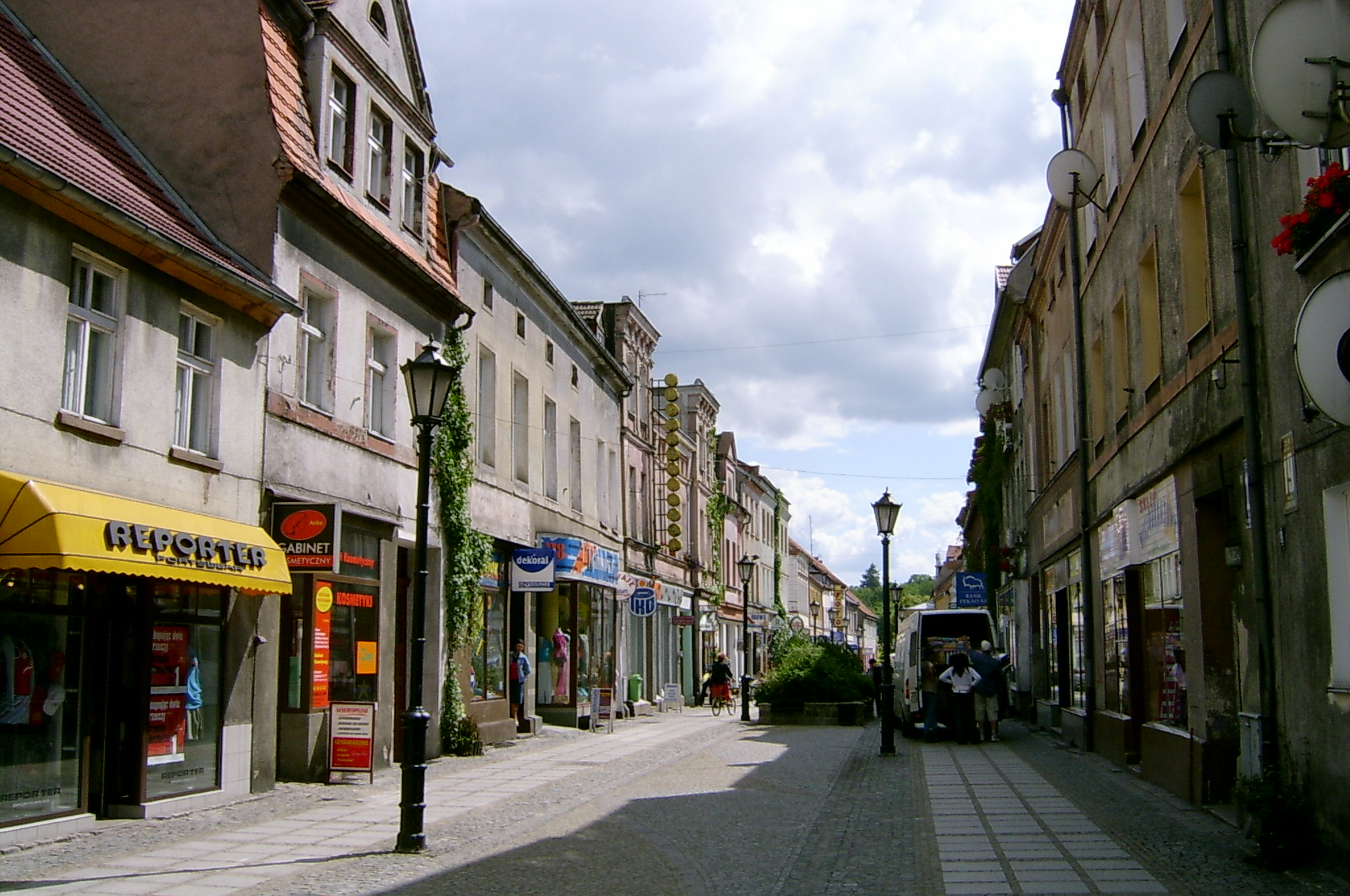
Ulica Grunwaldzka

Główną gałęzią lokalnej gospodarki jest działalność uzdrowiskowo-turystyczna. Miasto posiada 5 obiektów zbiorowego zakwaterowania na 390 miejsc, w których w 2007 nocowało 6662 osób, w tym 1928 turystów zagranicznych.
Przez miasto wiodą trzy piesze szlaki turystyczne:
- Spacerowy wokół Połczyna-Zdroju: okrężny szlak wokół miasta o długości 15 km
- Szlak Szwajcarii Połczyńskiej: Połczyn-Zdrój – Luboradza – Sikory – Czaplinek, o długości 56,8 km
- Szlak Przyrodniczy Drawskiego Parku Krajobrazowego: Połczyn-Zdrój – Złocieniec – Lubieszewo, o długości 70,8 km

6 lipca 2013 otwarto ścieżkę edukacyjną Dbając o figurę, poznaję naturę, której logo został zając w czapce leśniczego i z kijami do nordic walkingu. Na trasie zlokalizowane zostały tablice informacyjne opisujące poszczególne przystanki (np. Wilcze Jary, Grodzisko Palupe), wiaty, siłownie i ławki.
Z Połczyna biegnie ścieżka rowerowa do Złocieńca. Trasa o długości 30 km wiedzie dawnym nasypem kolejowym, z którego zdjęto tory, położono asfalt i udostępniono wyłącznie rowerzystom. Ścieżka prowadzi przez najbardziej malownicze tereny Drawskiego Parku Krajobrazowego.
Okolice Połczyna-Zdroju, z uwagi na jeziora, lasy bukowe i liczne wzgórza morenowe nazywane są „Szwajcarią Połczyńską”.
Odwiedzający mogą zasięgnąć informacji turystycznej w Gminnym Centrum Informacji oraz w miejscowym oddziale PTTK.
Liczba korzystających z noclegów w Połczynie-Zdroju w ciągu roku:

## Uzdrowisko

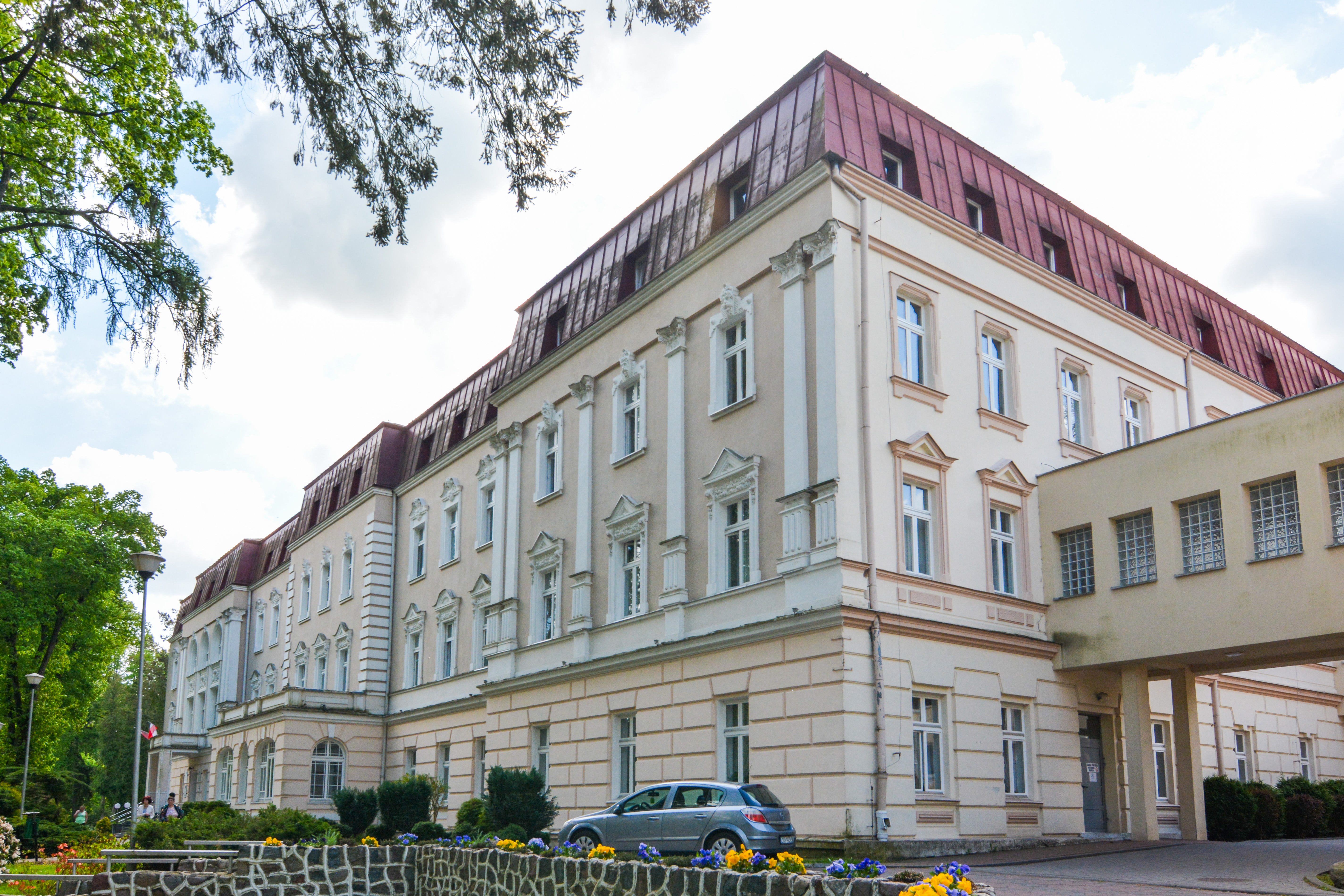
Sanatorium Gryf

W uzdrowisku prowadzone jest leczenie w następujących kierunkach: choroby ortopedyczno-urazowe, choroby reumatologiczne, choroby układu nerwowego, otyłość, osteoporoza, choroby kobiece. Oferta lecznictwa uzdrowiskowego obejmuje ponad 50 zabiegów z zakresu balneoterapii, kinezyterapii, hydroterapii, elektrolecznictwa, termoterapii, światłoterapii oraz klimatoterapii.
Na terenie uzdrowiska znajdują się udokumentowane złoża naturalnych surowców: torfu leczniczego – borowiny, wód leczniczych: chlorkowo-sodowych, jodkowych o ogólnej mineralizacji 7,5%.

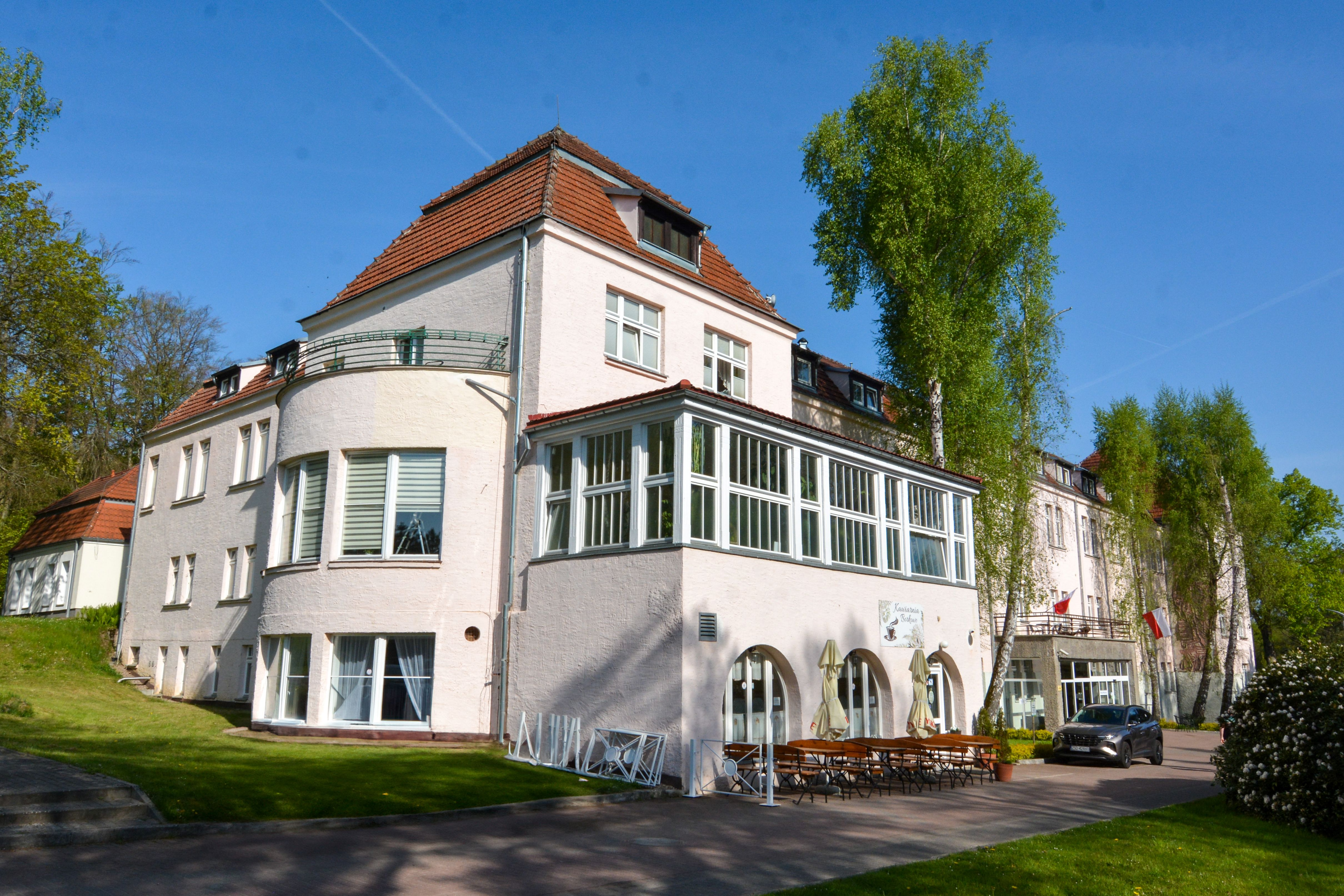
Sanatorium Borkowo

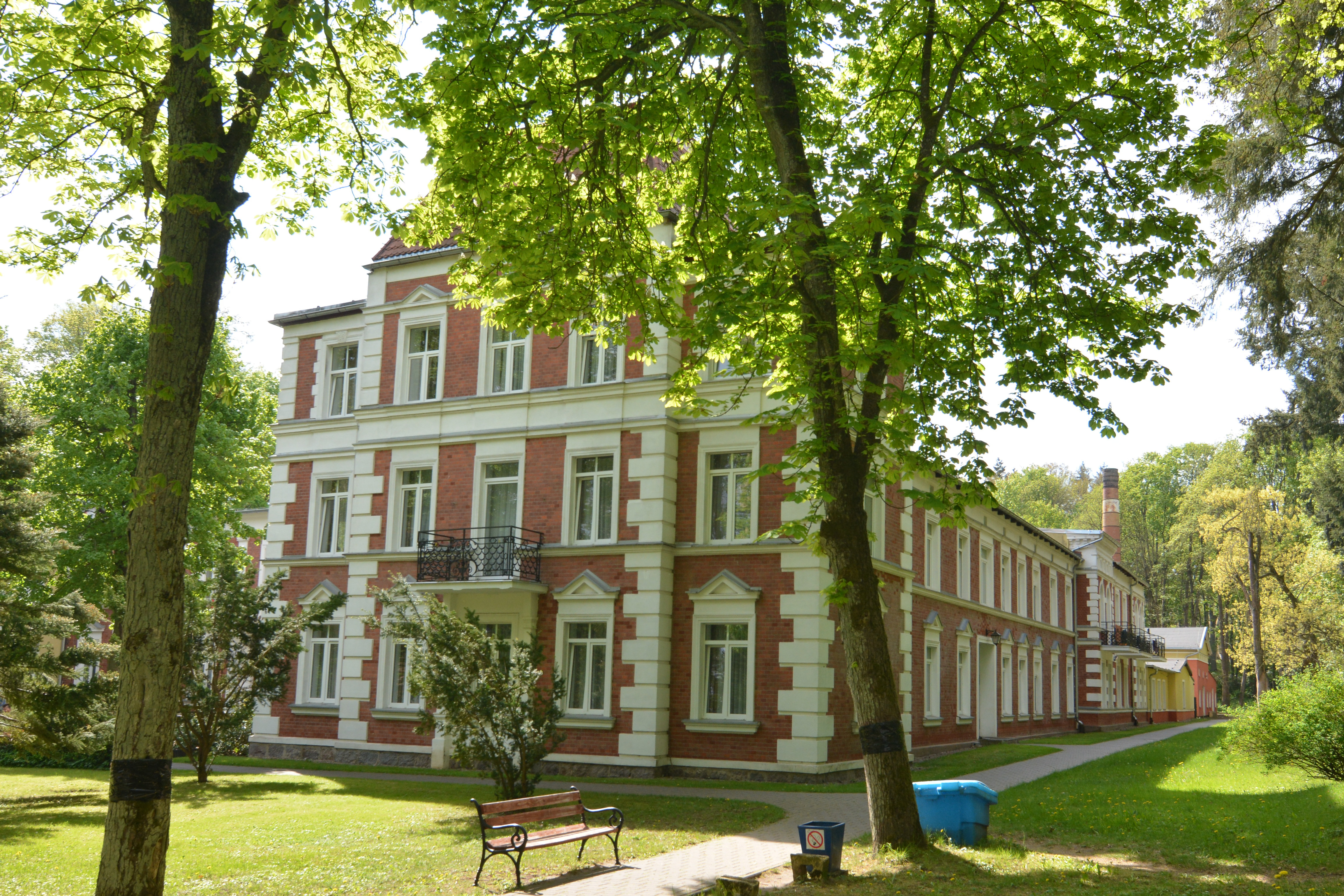
Sanatorium Podhale

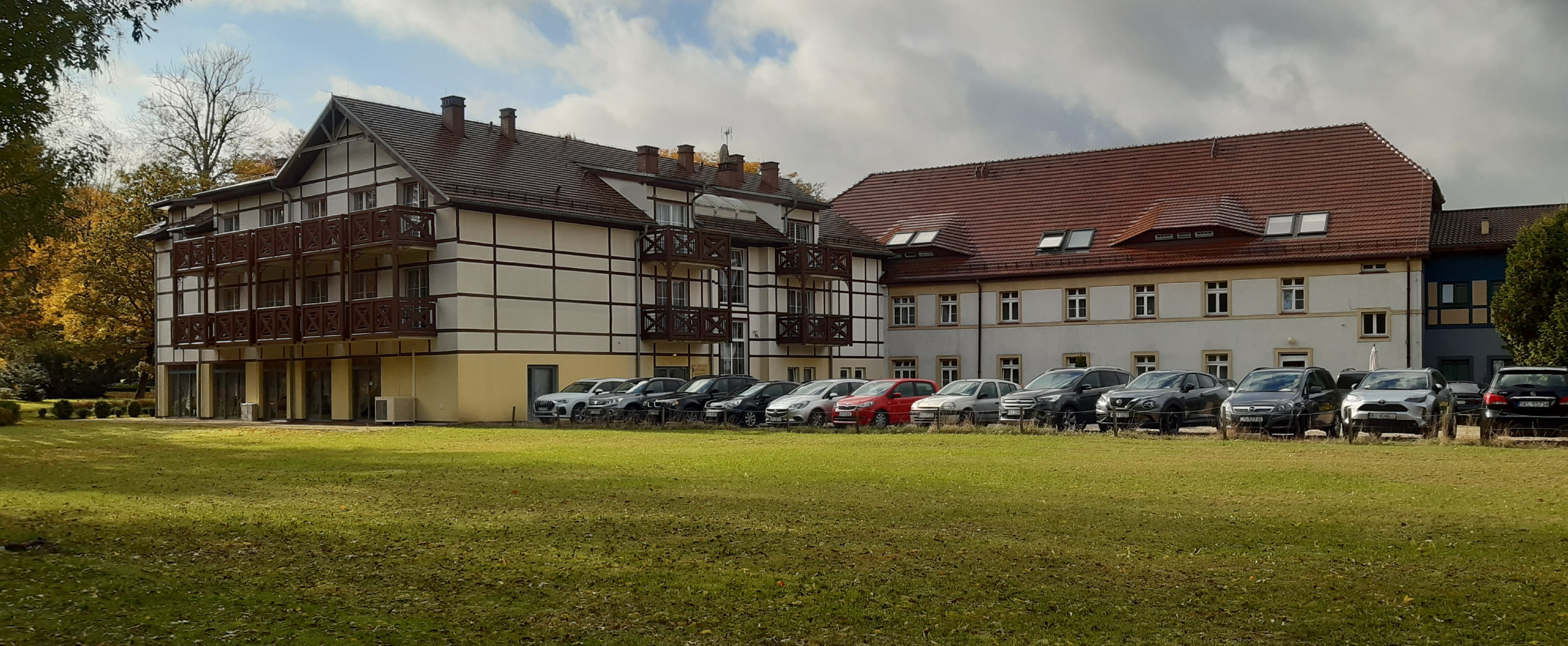
Sanatorium Irena

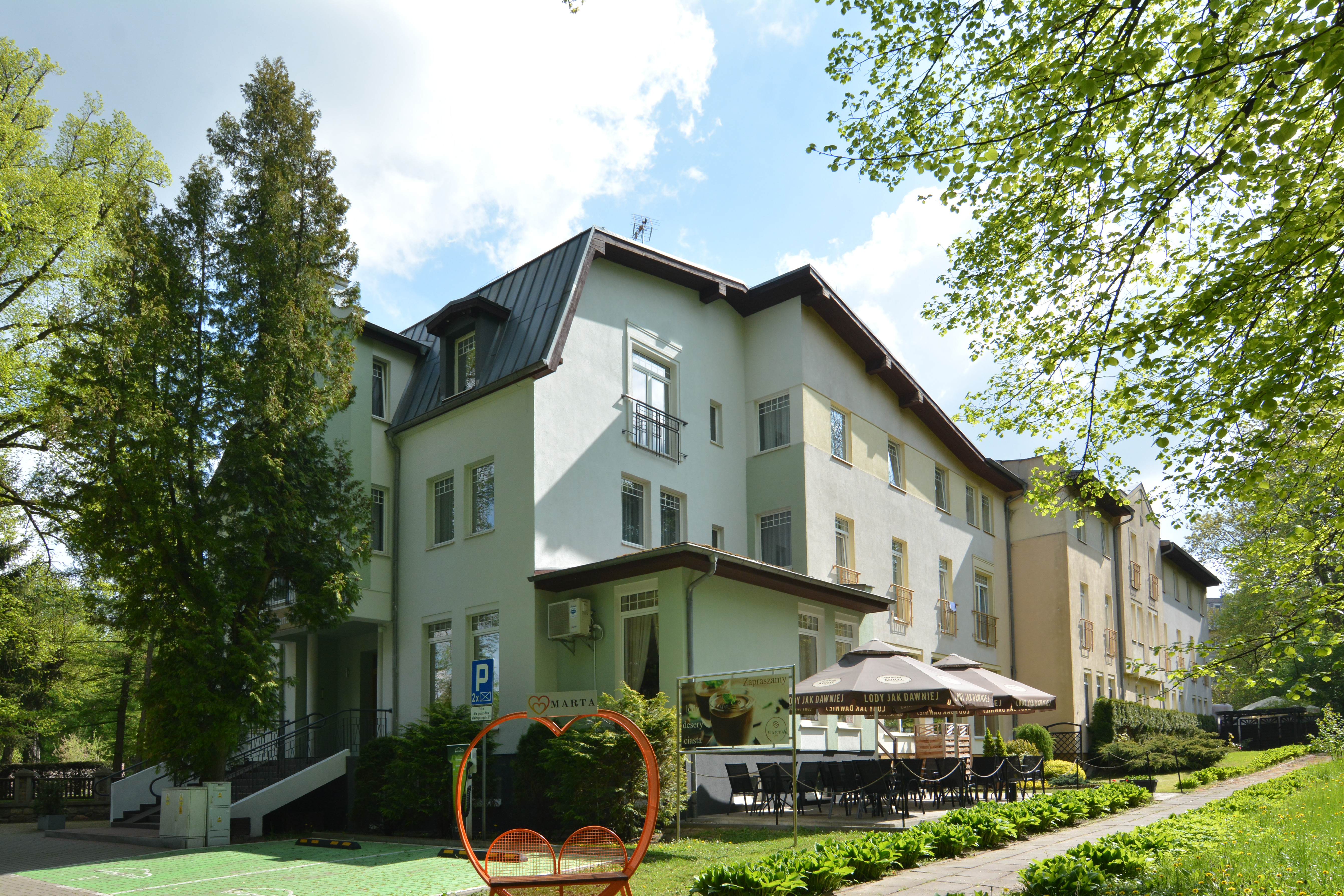
Sanatorium Marta

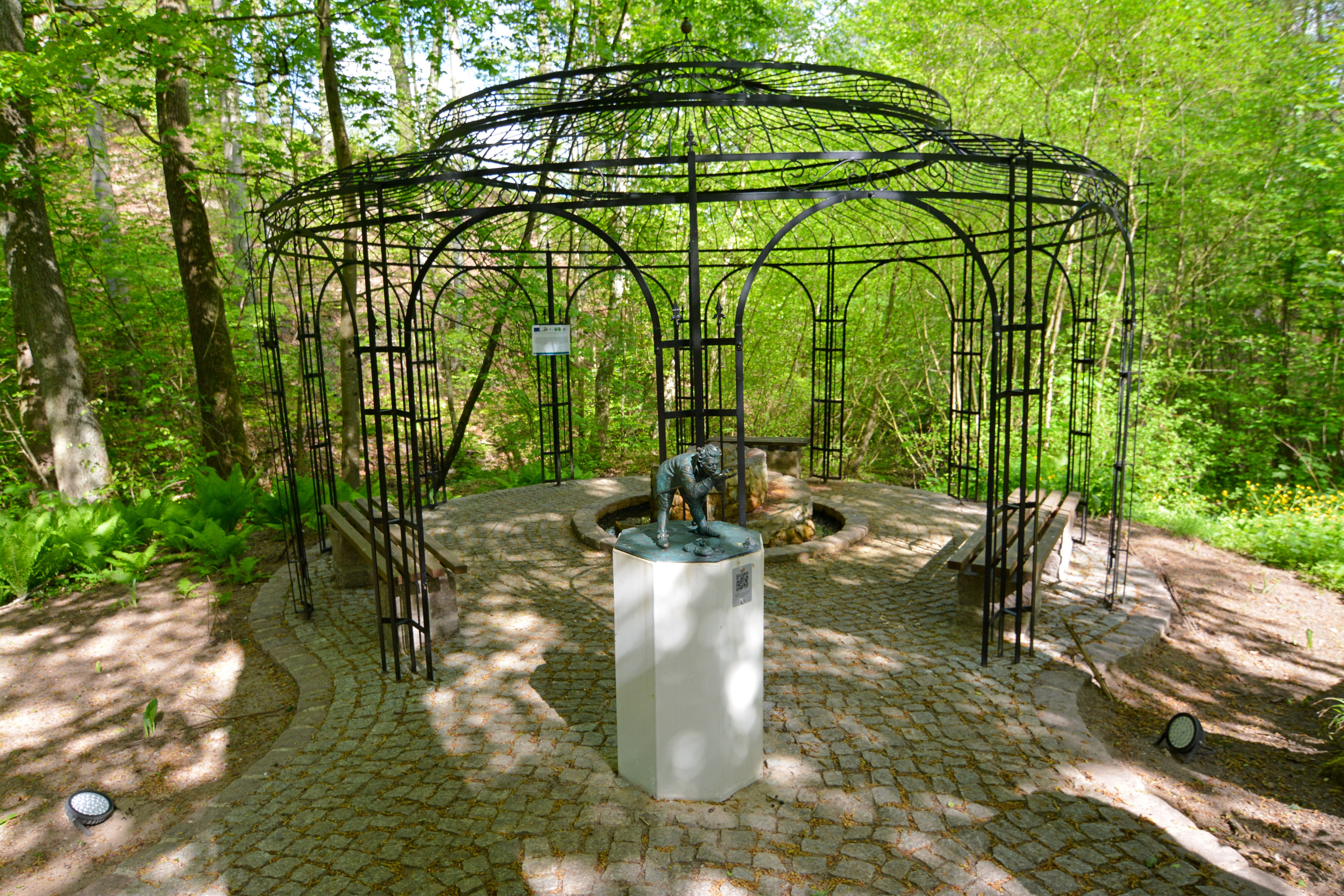
Instalacja upamiętniająca odkrycie wód mineralnych w Połczynie-Zdroju

Uzdrowisko posiada 8 zakładów lecznictwa uzdrowiskowego.
- Szpital Uzdrowiskowy „Gryf”[11] („Kaiserbad”), ul. Solankowa 8, zarządzany przez spółkę Uzdrowisko Połczyn Grupa PGU S.A., zbudowany w latach 1894–1896; do lat 70. XX największy obiekt sanatoryjny w Polsce[12][13], w okresie 1945–1947 w administracji Armii Czerwonej
- Szpital Uzdrowiskowy „Borkowo”[14] („Kurhaus Luisenbad”, „Heim Pommern”), ul. Sobieskiego 13, zarządzany przez spółkę Uzdrowisko Połczyn Grupa PGU S.A., zbud. w r. 1822[15][16]
- Szpital Uzdrowiskowy „Podhale”[17] („Polzin Kurhaus”), ul. Solankowa 6, zarządzany przez spółkę Uzdrowisko Połczyn Grupa PGU S.A., zbud. w latach 1894–1896[18], w okresie 1945-1947 w administracji Armii Czerwonej
- Sanatorium Uzdrowiskowe „Irena”[19] („Marienbad”), ul. Zdrojowa 5, zarządzane przez spółkę Uzdrowisko Połczyn Grupa PGU S.A., zbud. w 1854[20]
- Sanatorium „Marta”[21], ul. Zdrojowa 1–2, zarządzane przez Fundację Porozumienie od 2005, zbud. ok. 1910
- Sanatorium „Hopferówka”[22], ul. Solankowa 8B, zbud. w 1926

Pozostałe obiekty sanatoryjne, domy zdrojowe, wczasowe – wcześniej funkcjonujące w Połczynie:
- Sanatorium „Friedrich-Wilhelm-Bad”, zbud. 1866, w latach 1945–1978 siedziba dyrekcji uzdrowiska, nie istnieje
- Dom Zdrojowy „Fürst Bismarck” (Kurhaus „Fürst Bismarck”), nie istnieje (1915)
- Sanatorium „Poznanianka” („Cecylienbad”, „Haus am Park”), ul. Zdrojowa 2, zbud. 1924(?), nie funkcjonuje od października 2002
- Sanatorium „Dąbrówka”, ul. Zdrojowa 4, nie funkcjonuje od października 2002
- „Leo SPA” („Kurhaus Johannisbad”, „Lechia”, „Leo Karli”), ul. Parkowa 1, zarządzane przez spółkę Leo Karli, zbud. w 1917? (obecnie nie funkcjonuje)
- Sanatorium „Polanin”, ul. Wojska Polskiego 50, zbud. w 1979 jako Ośrodek Wczasowo-Szkoleniowy PGR „Polanin”, obecnie hotel
- Sanatorium „Victoriabad”, ul. Grunwaldzka 33, zbud. w 1854, obecnie funkcjonuje jako siedziba Domu Wczasów Dziecięcych
- Dom Wczasowy „Odrodzenie” przy ul. Świerczewskiego 2, funkcjonował od 1948 jako dom wczasowy, następnie od lat 60. jako Dom Wczasowy Funduszu Wczasów Pracowniczych „Radość 4” do sierpnia 1990, następnie został przejęty przez urząd gminy Połczyn-Zdrój, potem w tym budynku funkcjonował Zespół Szkół Ponadgimnazjalnych – przestał funkcjonować w 1990 roku
- Dom Wczasowy „Radość 1” przy ul. 1 Maja 9 (od 1997 Solankowa 9), funkcjonował od 1950 jako dom wczasowy „Radość”, następnie od lat 60. jako Fundusz Wczasów Pracowniczych „Radość 1” do sierpnia 1990, następnie został przekazany dla urzędu gminy, potem w tym budynku funkcjonował Zespół Szkół Ponadgimnazjalnych – przestał funkcjonować w 1990 roku
- Dom Wczasowy „Zwycięstwo” przy ul. 1 Maja 11 (od 1997 Solankowa 11), funkcjonował od 1950 jako dom wczasowy, potem Dom Wczasowy „Radość 2”, następnie funkcjonował od lat 60. jako dom wczasowy Funduszu Wczasów Pracowniczych „Radość 2” do sierpnia 1990, od końca 1990 roku jako sanatorium „Gryf”, potem „Podhale 2” – przestał funkcjonować w 2003 roku
- Dom Wczasowy „Braterstwo” przy ul. 1 Maja 7 (od 1997 Solankowa 7), funkcjonował od 1950 jako dom wczasowy, potem od lat 60. jako Dom Wczasowy Funduszu Wczasów Pracowniczych „Radość 3” do sierpnia 1990, od końca 1990 roku jako sanatorium „Gryf”, potem „Podhale 2” – przestał funkcjonować w 2003 roku

Strefa ochrony uzdrowiskowej „A” obejmuje południowo-zachodnią część miasta.
Dodatkowym powodem rozwoju uzdrowiska było położenie miasta wśród terenów przyrodniczych i słabo zurbanizowanych, o łagodnym mikroklimacie.
Tutejsze źródła – szczawy żelaziste – odkryto w 1688. Według legendy właściwości miejscowych wód mineralnych i borowiny odkrył chory na reumatyzm sukiennik, który obmył się w wodzie wypływającej z miejscowego źródła, po czym włożył nogę w błoto. Już następnego dnia miał wyzdrowieć. Pojawienie się źródła potwierdza raport połczyńskiego pastora Joachima Tilta do władz kościelnych z l. 70. XVII w. W XVII i XVIII Połczyn był największym uzdrowiskiem na Pomorzu. W XIX wieku odkryto tu złoża borowiny. Rozkwit kurortu przypadł na początek XX wieku, kiedy to Połczyn był zapleczem uzdrowiskowym Berlina. Renomę europejską Połczyn osiągnął w latach 20. i 30. XX wieku, kiedy tutejsze sanatoria przyjmowały 11 tysięcy kuracjuszy rocznie. Tuż po II wojnie światowej miasto było dużym ośrodkiem szpitalno-rekonwalescencyjnym dla żołnierzy. Potem nastąpił powrót do tradycyjnej funkcji uzdrowiska.
Oferta lecznicza połczyńskich ośrodków uzdrowiskowych składa się z około 50 zabiegów. Wśród najpopularniejszych są okłady borowinowe, kąpiele solankowe i kwasowęglowe, bicze szkockie, masaże, okłady parafinowe, inhalacje.
W Połczynie mieści się wiele obiektów uzdrowiskowych, tj. pijalnia wody mineralnej „Joasia” (nieczynna), hotel „Polanin”, amfiteatr na 2300 miejsc, korty tenisowe, 2 baseny kąpielowe odkryte i 2 kryte, ośrodek jazdy konnej, wypożyczalnia rowerów. W uzdrowisku mieszczą się także szpital powiatowy oraz stacja pogotowia ratunkowego.
Blisko jedną trzecią kuracjuszy stanowią goście zagraniczni.

## Historia
Przekazy z VI wieku mówią o słowiańskiej osadzie wzniesionej na palach w okolicach Połczyna-Zdroju. Obszar został włączony do państwa polskiego przez Mieszka I ok. 967 roku.
Bogusław IV wzniósł tu zamek około 1290 roku, kiedy Marchia Brandenburska zajęła ziemię świdwińską, a Połczyn stał się miejscowością na pograniczu Pomorza z Brandenburgią. Zamek ten był własnością książęcą do początków XIV wieku, został wtedy przekazany przez księcia Warcisława rodowi Wedlów. Rozbudowali oni (lub wznieśli w nowym miejscu) murowaną warownię.

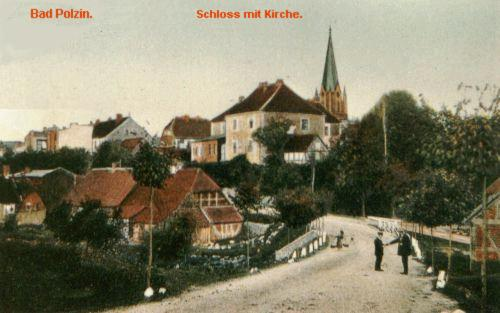
Miasto w 1900 r.

W 1331 Połczyn należał do dziedziny panów von Wedel. Ponieważ dopiero w 1337 w liście hołdowniczym Hassego von Wedla do margrabiego brandenburskiego Ludwika Wittelsbacha po raz pierwszy wymieniono miasto Bolczin – datę tę przyjmuje się za rok założenia miasta. W 1337 r. hrabia Hasso von Wedel sprzymierzył się z Brandenburczykami, którzy niedługo potem odebrali Wedlom warownię. W 1389 r. Połczyn został przekazany Manteufflom, będącymi lennikami książąt pomorskich i którzy utrzymali się tu do XIX wieku.
W okresie średniowiecza miasto znajdowało się na Szlaku Solnym z Kołobrzegu, wiodącym m.in. obecną ul. Grunwaldzką.
W 1431 r. miasto spalili czescy husyci, w 1433 r. miasto zostało zniszczone przez Krzyżaków. 33 lata później Połczyn został całkowicie ograbiony przez wojska zaciężne, które brały udział w wojnie trzynastoletniej (1454–1466) pomiędzy Koroną Królestwa Polskiego a zakonem krzyżackim. Od tego okresu datuje się intensywne osadnictwo niemieckie i zmniejszanie się ludności kaszubskiej.
W 1500 r. miasto wraz z zamkiem zostało poważnie zniszczone przez pożar. W 1515 r. ówczesny właściciel miasta – Kurt von Manteuffel ponownie lokował miasto, tym razem na prawie lubeckim. W 1601 r. miał miejsce kolejny pożar. W XVII i XVIII w. osiedlili się tu emigranci z Francji, którzy rozwinęli przemysł tytoniowy, a następnie tkactwo wełny i cajgu.
W 1688 miejscowy tkacz odkrył źródło wody mineralnej, które w niedługim czasie stało się podstawą bazy uzdrowiskowej miasta – znaczenie Połczyna stopniowo wzrastało.
Do miasta zaczęli przybywać kuracjusze, na potrzeby których w 1705 r. Jakub von Krockow wybudował pierwszy dom zdrojowy. W 1712 r. półtoramiesięczny pobyt w uzdrowisku odbył książę Ferdynand z Kurlandii. W latach 1836–1839 założono Park Zdrojowy. W 1887 żyło tu 4481 stałych mieszkańców, a liczba kuracjuszy przekraczała 5000 osób. Rosnące zainteresowanie pobytem w Połczynie spowodowało, że w latach 1870–1907 zbudowano obiekty lecznicze, które istnieją do dziś.

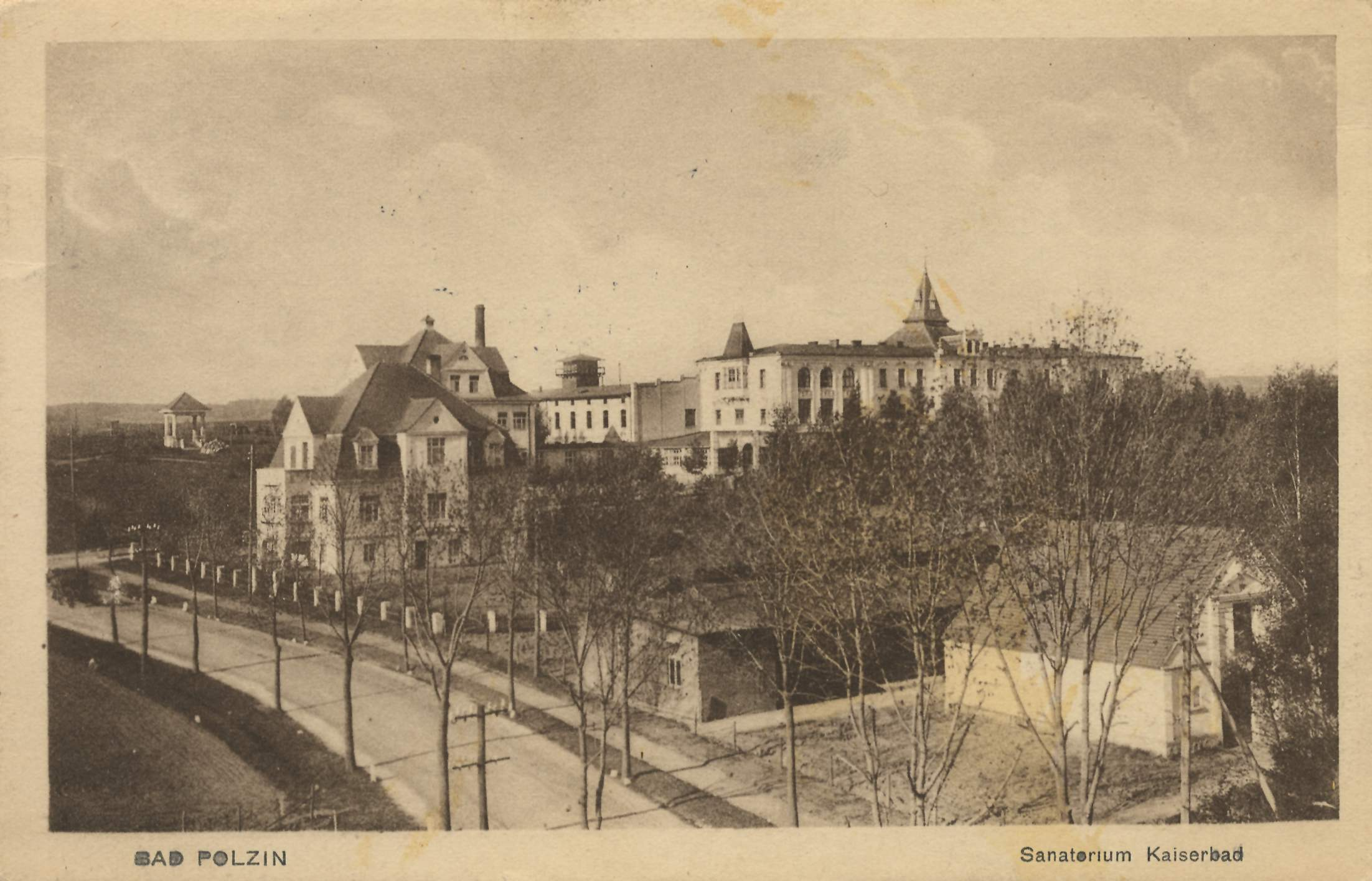
Sanatorium Gryf w 1916

Do rozwoju uzdrowiska bardzo przyczyniło się otwarcie w 1897 r. połączenia kolejowego ze Świdwinem, a w 1903 r. ze Złocieńcem i Grzmiącą.
W 1936 r. dotychczasowa ul. Predigerstrasse została przemianowana na Franz Seldtke Strasse, a Brunnenstrasse na Adolf-Hitler-Strasse. 16 lipca 1945 r. ulice te otrzymały odpowiednio polskie nazwy: ul. Grunwaldzka oraz 5 Marca.
W 1940 r. Połczyn liczył 6900 stałych mieszkańców, natomiast liczba kuracjuszy, dzięki łatwości komunikacji i reklamie, znacznie wzrosła. Kilkudziesięcioletnią tradycją wzorowego sanatorium cieszyły się tutejsze zakłady Bethania. Prócz dochodu z uzdrowiska miasto czerpało pokaźne zyski z tkactwa, garbarstwa, handlu zbożem i bydłem oraz z browaru.
Tuż przed wybuchem II wojny światowej w 1939 r. w Połczynie-Zdroju znajdowała się główna kwatera Grupy Armii Północ, jednej z grup armii Wehrmachtu, która zaatakowała Polskę w 1939 r. Połczyn-Zdrój był pierwszym przystankiem specjalnego pociągu Amerika Adolfa Hitlera.

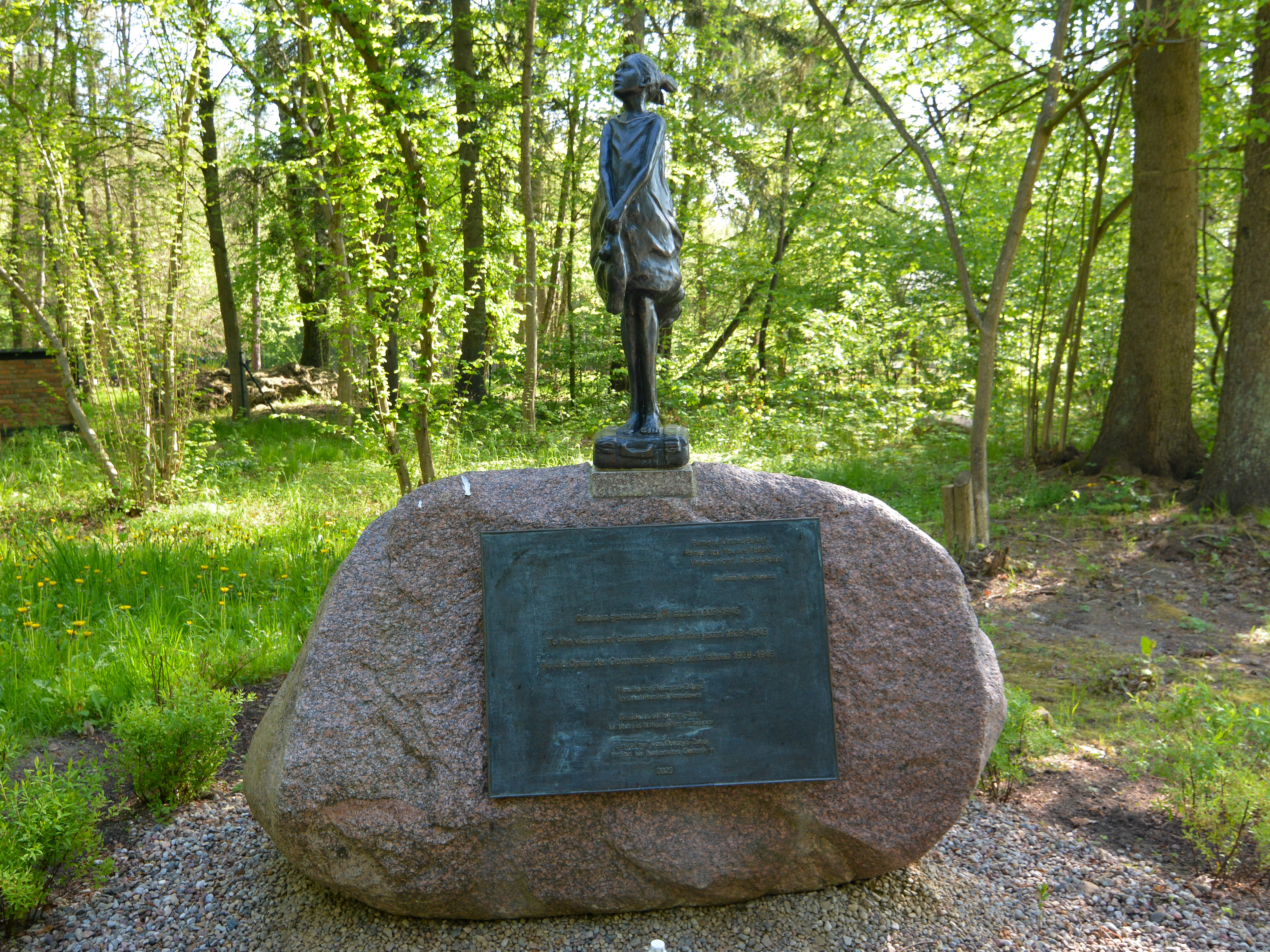
Pomnik polskich dzieci germanizowanych w ośrodku Lebensborn w Połczynie-Zdroju

W Połczynie-Zdroju funkcjonował od kwietnia 1938 do lutego 1945 Ośrodek Lebensborn w obecnym położonym 2 km od centrum miasta sanatorium Borkowo, w którym dokonywano germanizacji dzieci, głównie z polskich rodzin.
W czasie działań wojennych w 1945 r. zniszczonych zostało w Połczynie 78 domów, co stanowiło 25% obszaru miasta. 5 marca 1945 r. żołnierze 7 pułku piechoty 3 Dywizji 1 Armii Wojska Polskiego pod dowództwem majora Stanisława Russijana wkroczyli do miasta. Wkrótce potem do miasta weszły pozostałe jednostki dywizji oraz oddziały 2 Gwardyjskiego Korpusu Kawalerii Armii Czerwonej.
Pierwszym burmistrzem miasta został były jeniec oflagu w Dobiegniewie – Benedykt Polak.
W ciągu pierwszych 10 lat po wojnie liczba kuracjuszy w uzdrowisku powiększyła się dwukrotnie w porównaniu z okresem międzywojennym. Początkowo po opuszczeniu miasta przez Niemców uzdrowisko służyło rannym i kontuzjowanym żołnierzom polskim i radzieckim. Stopniowo wojsko opuszczało miasto przekazując sanatoria władzy cywilnej. Jako ostatnie przekazano sanatorium „Borkowo” (nazwane tak na cześć ówczesnego wojewody Leonarda Borkowicza, który patronował w tym czasie odbudowie Połczyna).
W grudniu 1950 roku żyło w Połczynie blisko 5 tys. osób. W 1957 r. w 4705 izbach żyło tu 7222 ludzi zatrudnionych w 7 zakładach przemysłowych, 53 rzemieślniczych, 44 sklepach, administracji i lecznictwie.
W latach 50. powstały Połczyńskie Zakłady Piwowarsko-Słodownicze (eksportowały słód m.in. do ZSRR, NRD, Rumunii, Brazylii i Kolumbii). W 1957 r. rozpoczął w Połczynie działalność pierwszy w województwie koszalińskim Klub Prasy i Książki. W 1958 r. zbudowano gmach Liceum Ogólnokształcące im. Stanisława Staszica.
W lipcu 1967 r. zorganizowano tu pierwszy Festiwal Piosenki Żołnierskiej, który w 1969 r. przeniesiono do Kołobrzegu, a w Połczynie pozostał jako Festiwal Zespołów Artystycznych Wojska Polskiego. W 1973 r. koncert z Festiwalu był transmitowany do wszystkich krajów socjalistycznych w ramach „Interwizji”.
W 1967 r. miasto po raz pierwszy wzięło udział w konkursie o tytuł „Mistrza Gospodarności”, w którym startowały 372 miasta o liczbie ludności nieprzekraczającej 10 tys. mieszkańców. Połczyn-Zdrój zajął piąte miejsce w kraju i pierwsze w województwie. W tym czasie miasto wybudowało Osiedle 22 Lipca, wzniesiono gmach nowej szkoły podstawowej Tysiąclatki (ówcześnie imienia gen. Świerczewskiego), zorganizowano Społeczne Ognisko Muzyczne przy nowo powstałym Miejskim Domu Kultury oraz ogródek jordanowski. Po uzyskaniu kolejnej nagrody w edycji konkursu w roku następnym możliwe było zbudowanie nowego dworca PKS, hotelu turystycznego i amfiteatru. Od 1968 roku w mieście działa Połczyńskie Towarzystwo Społeczno-Kulturalne. W 1972 roku powstały nowe zakłady przemysłowe na terenie miasta – Fabryka Maszyn i Urządzeń Przemysłu Spożywczego „Spomasz” (produkująca głównie detale okrętowe) oraz Spółdzielczy Zakład Poligraficzny „Intropol”. W latach 1974 i 1975 rozpoczęły działalność dwie nowe rozlewnie wód mineralnych, a wzdłuż głównej arterii miejskiej wytyczono deptak.

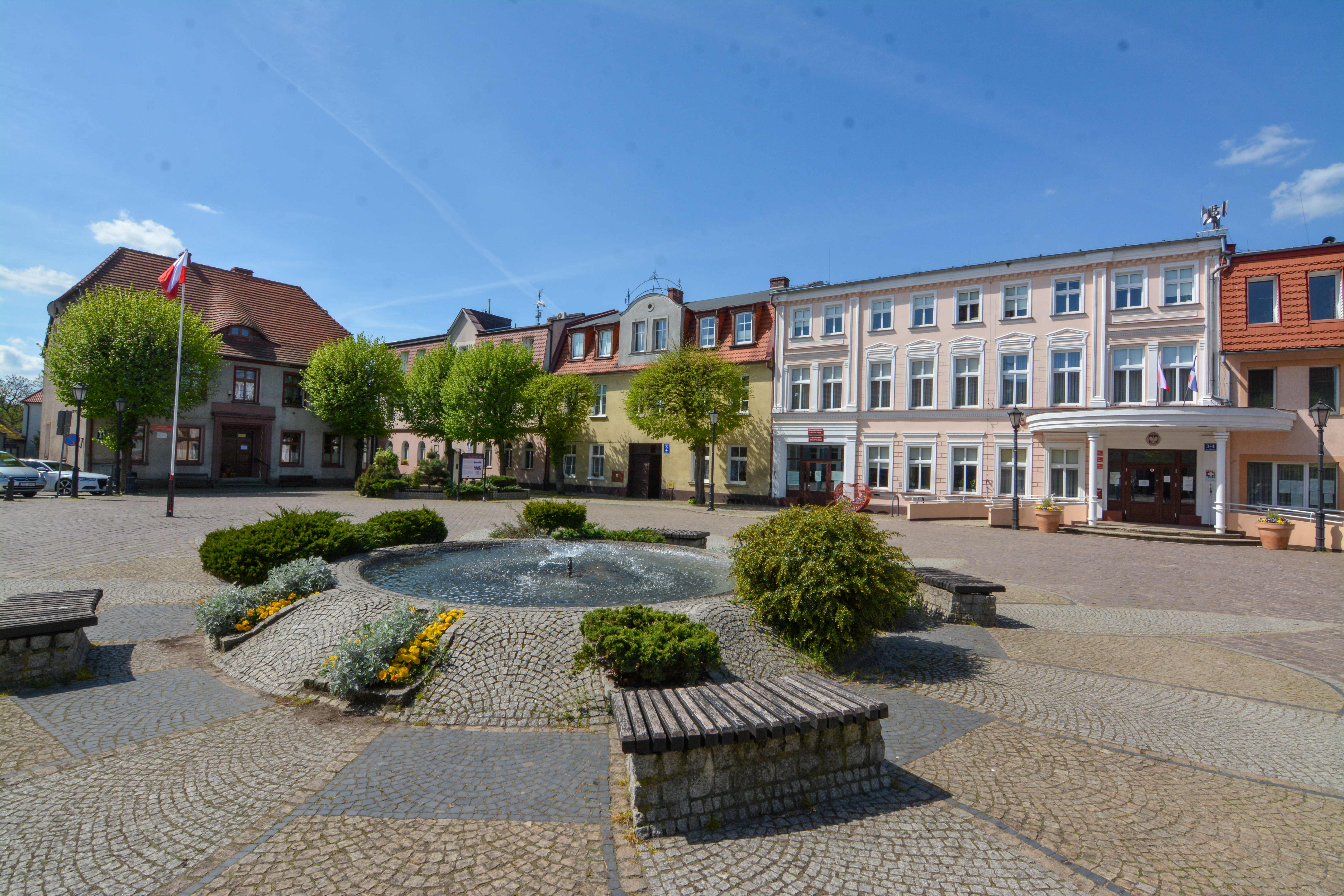
Plac Wolności

W 1985 r. odsłonięto przy Placu Tysiąclecia ufundowany przez miejscowe zakłady pracy obelisk ku czci tych, którzy przywrócili miasto Polsce.
11–12 lipca 1996 wystąpiła gwałtowna powódź opadowa, która spowodowała zalanie dużej części miasta, w tym szpitala powiatowego, parku zdrojowego i wielu budynków mieszkalnych nad rzeką. W 2003 r. ukończono budowę zbiornika przeciwpowodziowego „Połczyn-Zdrój”. W 2010 r. uruchomione zostały uzdrowiskowa strefa SPA Zdrojowe Zacisze oraz Schronisko Młodzieżowe Tadeuszówka.
W latach 1958-1972 miasto było siedzibą gromady Połczyn-Zdrój, ale nie należało do niej.

### Toponimia
W VI wieku w okolicach Połczyna-Zdroju istniała słowiańska osada wzniesiona na palach zwana Palupe.
W 1304 r. zapisano nazwę Poltsin, która pochodzi od imienia Połk, będącego skrótem od imienia Świętopełk, do którego dodano sufiks -in.
Na dokumencie z 1337 r. zapisano miejsce jako Bolczin.
W 1926 r. do niemieckiej nazwy Polzin dodano człon Bad, który podkreślał uzdrowiskowy charakter miasta. Na polskiej mapie wojskowej z 1938 r. podano polski egzonim Połczyn.
Po 1945 zgodnie z przywilejem uzdrowiska Połczyn jest miastem z członem Zdrój.
Nazwę miasta w formie Połczyn-Zdrój wprowadzono urzędowo 19 maja 1946.
Podobną nazwę miejscowości, Połczyno, mają dwie wsie na Pomorzu. Poprzednią niemiecką nazwę miasta posiada niemiecka gmina Groß Polzin na Pomorzu Przednim.

## Architektura

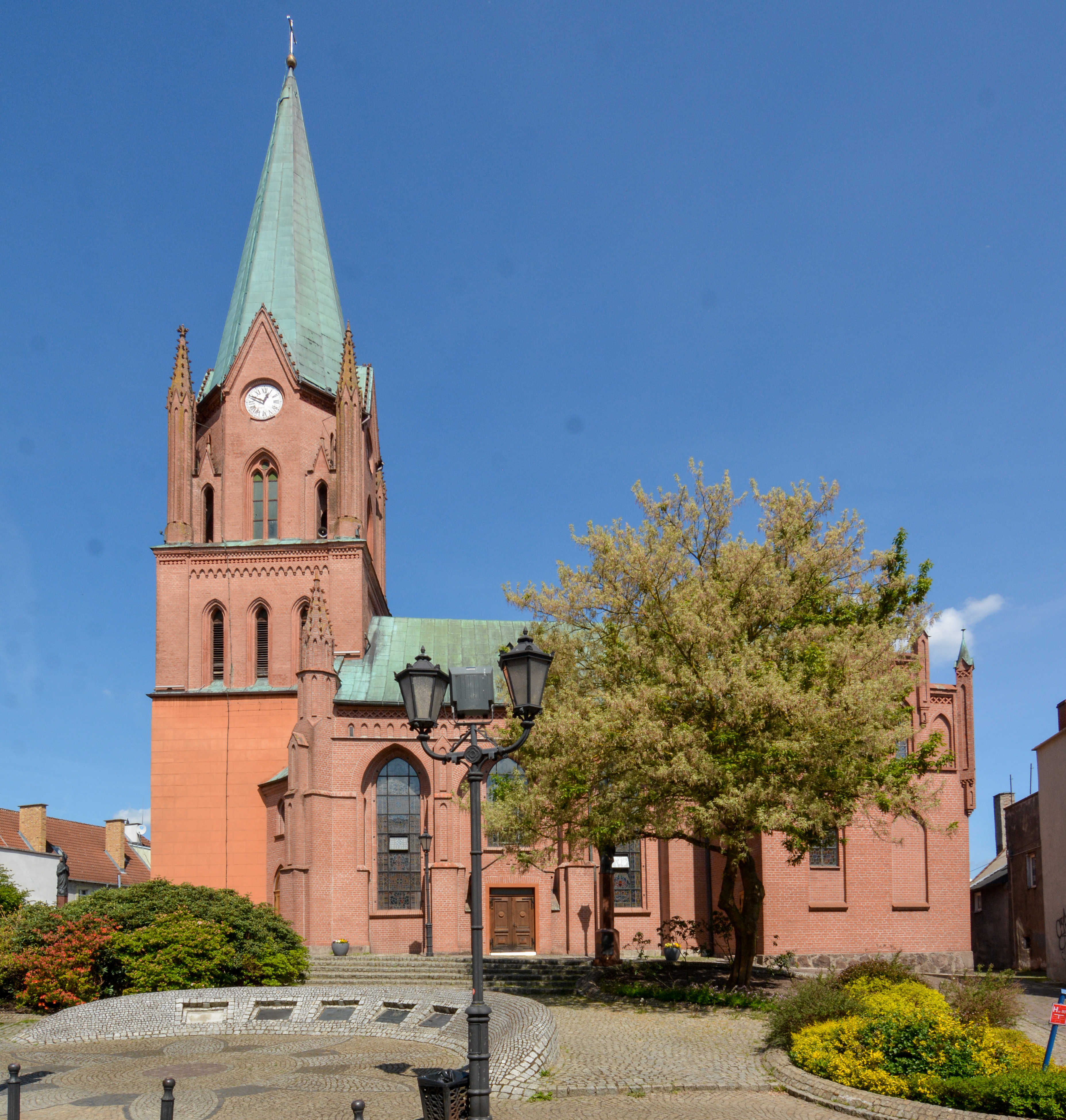
Kościół Niepokalanego Poczęcia NMP

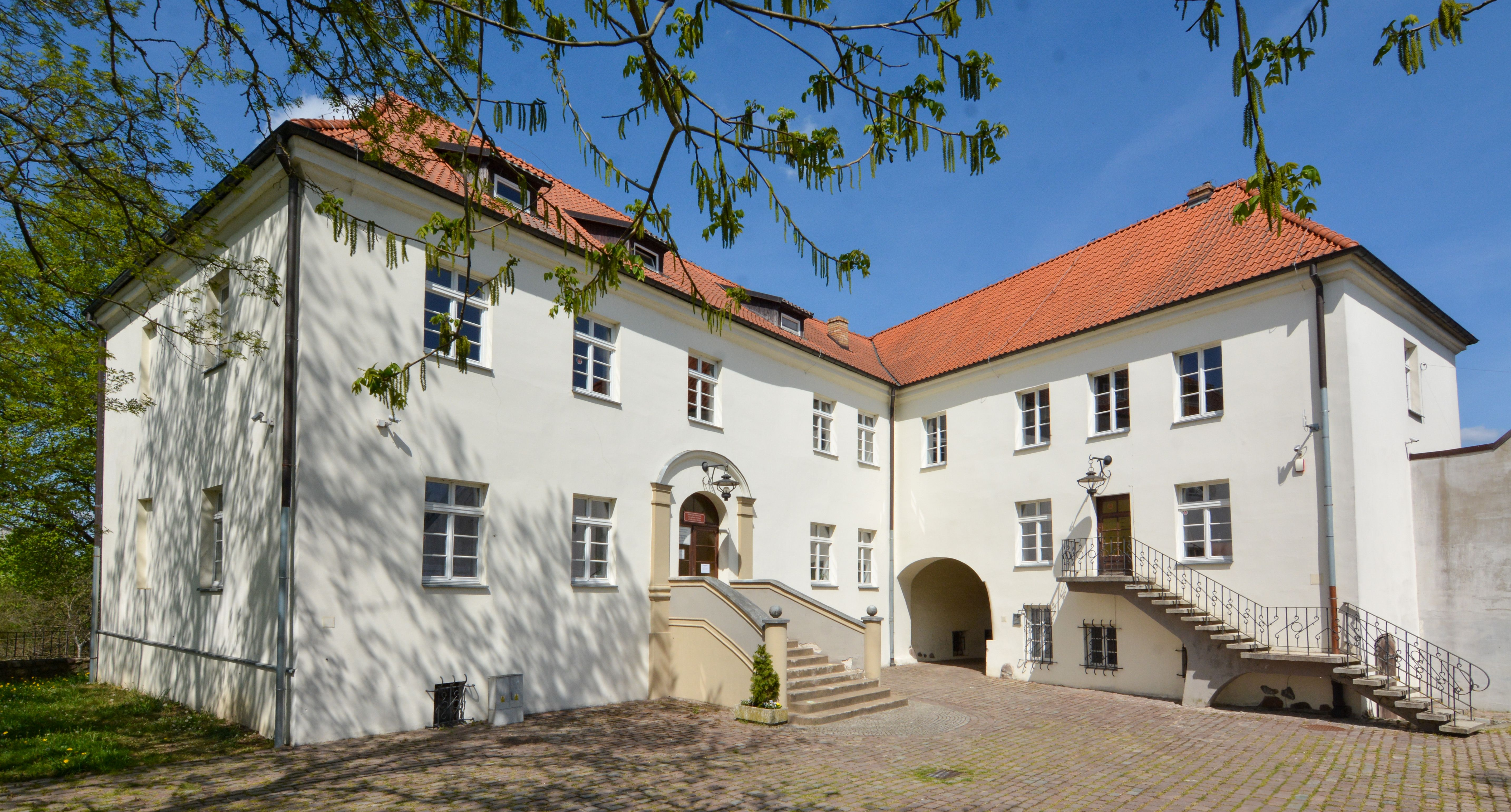
Połczyński pałac (zamek)

Układ miejski tworzą 57 ulic, 3 place: Orła Białego, Tysiąclecia Państwa Polskiego, Wolności oraz Park Zdrojowy.

### Zabytki
Zabytki chronione prawnie w mieście:
- Stare Miasto powstało w XIV, przebudowywane XVIII–XIX. Ochronie podlega układ urbanistyczny z domami z XIX i początku XX wieku.
- kościół pw. Niepokalanego Poczęcia NMP – budowla została zbudowana w latach 1850–1860, na miejscu poprzedniego kościoła gotyckiego, z wykorzystaniem jego pozostałości (zostało zachowane gotyckie okno w prezbiterium); ze starego kościoła zachowały się brązowa płyta nagrobna biskupa Erazma Manteuffla z 1544, rzeźba Ostatnia Wieczerza z XVII oraz rzeźby czterech ewangelistów z XVIII.
- pałac z przełomu XVII i XVIII w. w miejscu dawnego zamku, wielokrotnie przebudowywany, obecnie barokowy z gotyckimi piwnicami. W pałacu funkcjonują biblioteka, galeria oraz wystawa starych pocztówek.
- park zdrojowy założony w latach 1836–1839 z amfiteatrem, całość o powierzchni 80 ha[45] (ul. Zdrojowa i ul. Solankowa)
- dom z oficynami z 2. połowy XIX (ul. 5 marca 21)
- zespół browaru wybudowany w latach 1824–1825, przebudowany w XX w. wieloczłonowy budynek produkcyjny oraz dom właściciela; obecnie jest wytwórnią wód oraz piw „Połczyn” i „Brewer” (ul. Piwna 10)
- młyn wodny z początku XIX w. z kołem młyńskim o średnicy 13 metrów, cenny zabytek techniki (ul. Koszalińska), obecnie w ruinie.

### Pomniki i miejsca pamięci narodowej

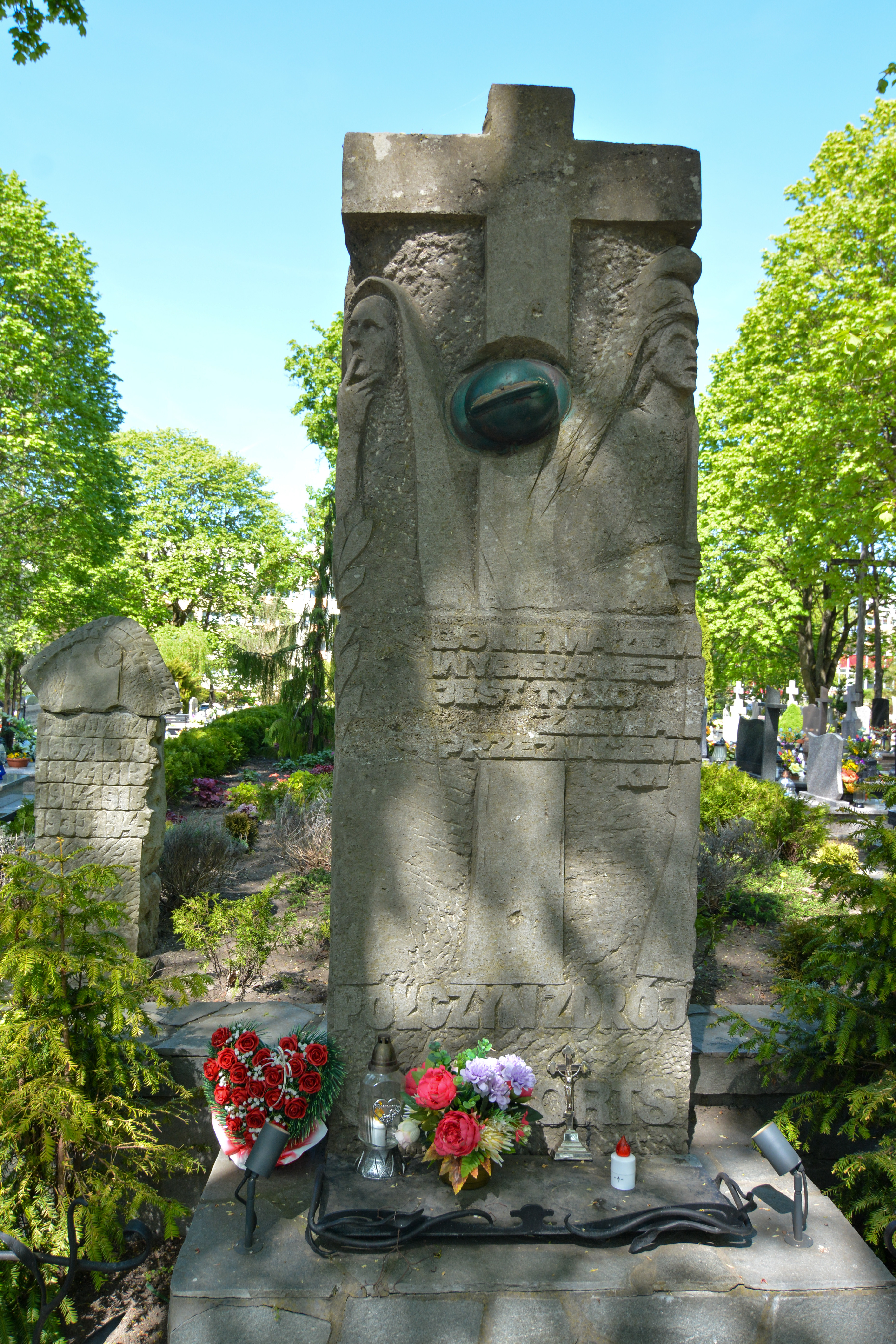
Pomnik żołnierzy napoleońskich

- pomnik poświęcony niemieckim mieszkańcom Połczyna poległym w I wojnie światowej
- kwatera oraz pomnik poświęcony żołnierzom armii napoleońskich zmarłych w roku 1813 w Połczynie
- pomnik biskupa Erazma Manteuffla
- tablica pamięci ppłk. Iwana Tałdykina (1913–1945), który od 22 lutego 1944 r. dowodził 1 Pułkiem Lotnictwa Myśliwskiego „Warszawa”, zginął śmiercią lotnika 16 marca 1945 r. podczas lotu bojowego w rejonie Połczyna (obecnie tablica już nie istnieje)

## Demografia
Struktura demograficzna mieszkańców Połczyna-Zdroju według danych z 31 grudnia 2007 r.:
| Opis                                | Ogółem | Ogółem | Kobiety | Kobiety | Mężczyźni | Mężczyźni |
| ----------------------------------- | ------ | ------ | ------- | ------- | --------- | --------- |
| Jednostka                           | osób   | %      | osób    | %       | osób      | %         |
| Populacja                           | 8528   | 100    | 4552    | 53,38   | 3976      | 46,62     |
| Wiek przedprodukcyjny (0–17 lat)    | 1519   | 17,81  | 758     | 8,89    | 761       | 8,92      |
| Wiek produkcyjny (18–65 lat)        | 5519   | 64,72  | 2720    | 31,89   | 2799      | 32,82     |
| Wiek poprodukcyjny (powyżej 65 lat) | 1490   | 17,47  | 1074    | 12,59   | 416       | 4,88      |

Piramida wieku mieszkańców Połczyna-Zdroju w 2014 roku.

## Gospodarka
| Rodzaj      | Powierzchnia [ha] | %     |
| ----------- | ----------------- | ----- |
| grunty orne | 249               | 84,41 |
| łąki        | 22                | 7,46  |
| sady        | 13                | 4,40  |
| pastwiska   | 11                | 3,73  |
| Razem Σ     | 295               | 100   |

Miasto pełni funkcję centrum opieki zdrowotnej i uzdrowiskowej. Znajdują się tu: 7 zakładów lecznictwa uzdrowiskowego, hotel, szpital powiatowy, zespoły opieki zdrowotnej.
W Połczynie-Zdroju mieszczą się tylko 4 zakłady produkcyjne. Działają tu dwie wytwórnie wód: Wytwórnia Wód Mineralnych „Perła Połczyńska” oraz Wytwórnia Wody Źródlanej „Połczyn-Zdrój” SA. W mieście znajduje się Browar Połczyn-Zdrój, produkujący piwo marek „Połczyn” i „Brewer”. Produkuje się tu także maszyny i urządzenia rozlewnicze, etykietujące i pakujące. W pobliskiej Dziwogórze mieści się zakład przetwórstwa owoców.
W Połczynie działają 4 banki, 2 placówki pocztowe, kantor, 3 stacje benzynowe, 3 dyskonty oraz wiele lokali handlowo-usługowych skupionych przy ulicach Starego Miasta. W 2005 w mieście były 2 targowiska o łącznej powierzchni 550 m².
Według danych z 2007 Połczyn-Zdrój miał 1077 prywatnych podmiotów gospodarczych, z czego 825 stanowiły osoby fizyczne prowadzące działalność gospodarczą, 7 spółdzielnie oraz 17 spółki handlowe z udziałem kapitału zagranicznego. Najwięcej prywatnych przedsiębiorstw, tzn. 355 związanych było z motoryzacją (PDK sekcja G). Druga pod względem wielkości grupa z branży finansowo-ubezpieczeniowej liczyła 305 przedsiębiorstw (w tym publicznych 107, prywatnych 198) (PDK sekcja K).
Według danych z sierpnia 2017 r. w Powiatowym Urzędzie Pracy było zarejestrowanych 387 bezrobotnych mieszkańców Połczyna.

## Oświata

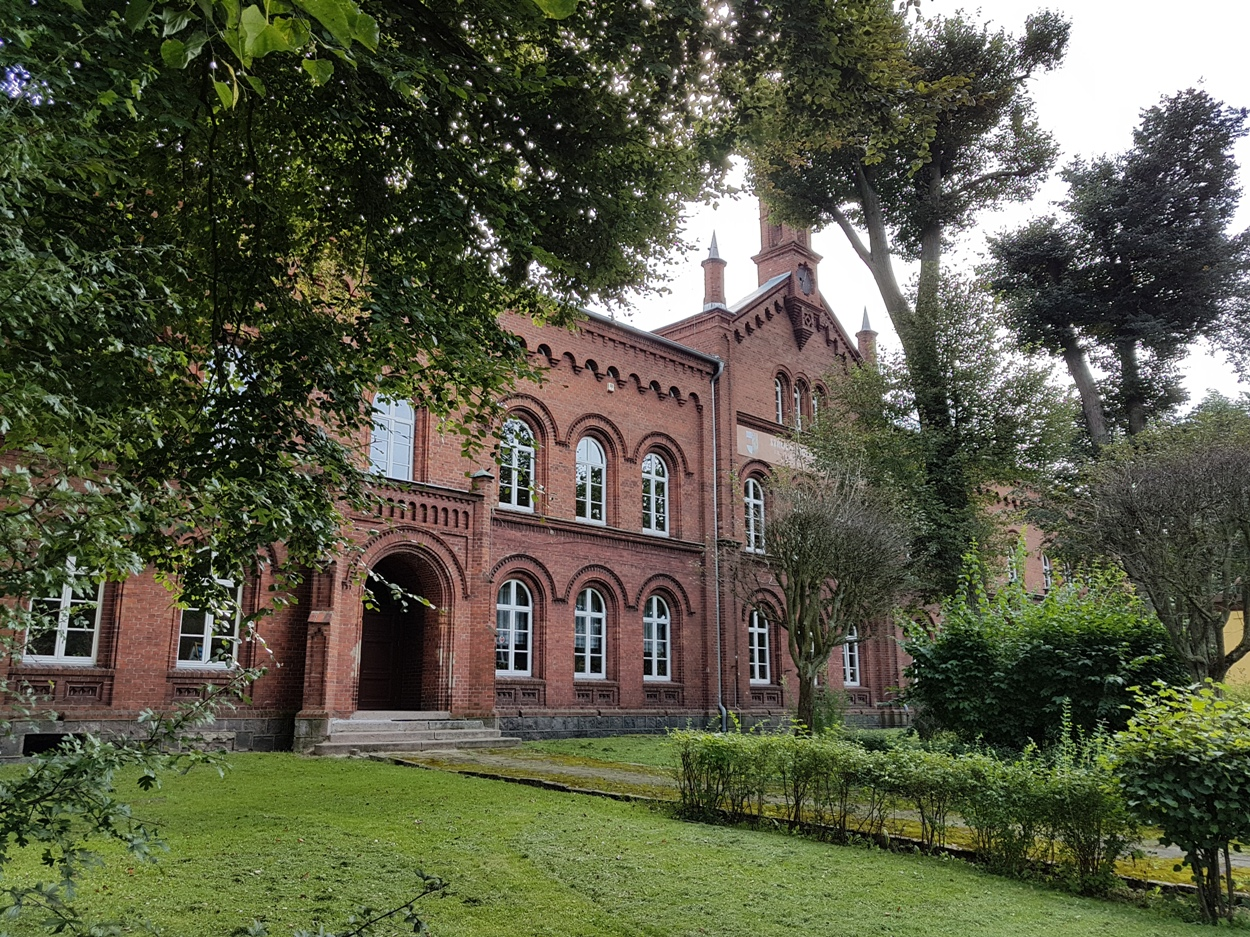
Szkoła Podstawowa nr 1 im. Adama Mickiewicza

Połczyn to lokalny ośrodek edukacyjny. Według danych z roku 2006 w tutejszej szkole podstawowej uczyło się 735 dzieci, natomiast w gimnazjum 596 uczniów. W szkołach średnich nauki pobierało 356 uczniów.
W mieście znajdują się 2 przedszkola samorządowe oraz Niepubliczne Przedszkole Sióstr Salezjanek. W r. 2007 uczęszczało do nich 240 dzieci w wieku do 6 lat.
Na terenie miasta działają następujące szkoły:
- Szkoła Podstawowa nr 1 im. Adama Mickiewicza
- Szkoła Podstawowa nr 2 (dawniej Gimnazjum Publiczne) im. Mikołaja Kopernika[48]
- Zespół Szkół Ponadgimnazjalnych im. Stanisława Staszica obejmujący m.in. liceum ogólnokształcące
- Zespół Szkół Ponadgimnazjalnych

## Kultura

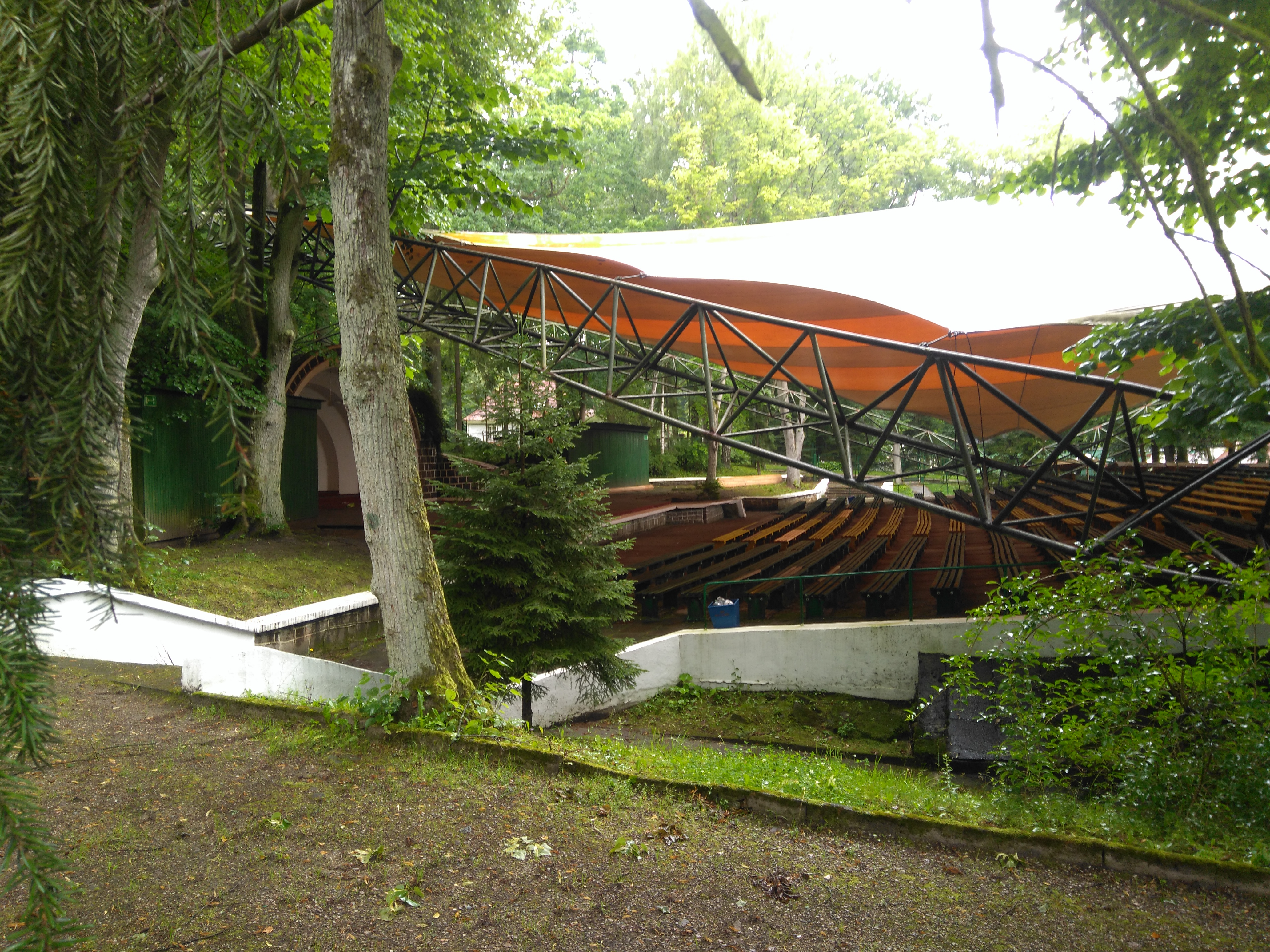
Amfiteatr w Parku Zdrojowym

W Połczynie-Zdroju powołano samorządową instytucję kulturalną Centrum Kultury, która prowadzi działalność we wszystkich obiektach kulturalnych w mieście.
Przy ul. Parkowej znajduje się kino „Goplana”, które posiada widownię na 325 miejsc wykorzystywaną także do prezentacji spektakli teatralnych i widowisk estradowych. W l. 2013–2015 kosztem 5 mln zł z Inicjatywy Jessica zostało ono zmodernizowane (kino otwarto już w październiku 2014) i rozbudowane o przeszkloną galerię z tarasem widokowym, w której zlokalizowano kawiarnię i punkt informacji turystycznej i kulturalnej.
W połczyńskim pałacu znajduje się Biblioteka Publiczna im. Juliana Tuwima, której księgozbiór w roku 2006 liczył 33662 woluminów.
W Parku Zdrojowym znajduje się amfiteatr na 2200 miejsc, na którym organizowane są programy estradowe.
Od roku 1998 w Połczynie działa Kameralny Chór Mieszany „Cantus”, który swoimi występami towarzyszy ważniejszym imprezom miejskim. Chór jest bardzo związany z połczyńską strażą pożarną, którą reprezentuje na festiwalach ogólnopolskich.
W mieście od 2004 r. ukazują się „Wiadomości Połczyńskie”, wydawane przez Urząd Miasta i Gminy w Połczynie-Zdroju, a także kwartalnik „Głos Połczyna-Zdroju”, będący drukowaną wersją portalu polczynzdroj24.pl.
W Połczynie kręcony był serial Słoneczna włócznia.

## Sport

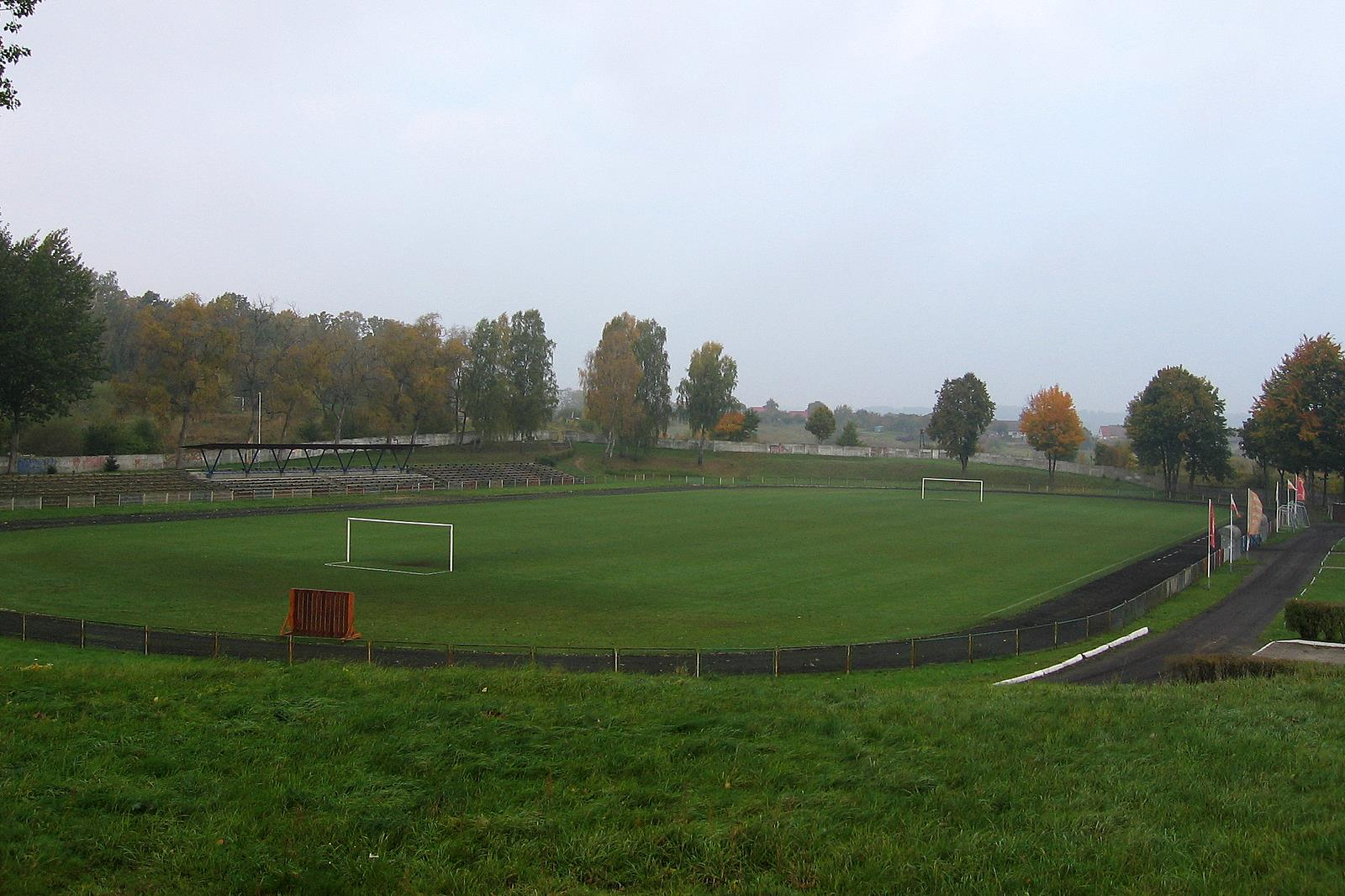
Stadion Miejski

Połczyn-Zdrój dysponuje następującymi obiektami sportowymi i rekreacyjnymi: kort tenisowy, hala sportowo-widowiskowa, basen kąpielowy, dom sportowy oraz stadion piłkarski.
Klub Sportowy „Pogoń” Połczyn-Zdrój rozgrywa mecze piłkarskie przy ul. 15 Grudnia na stadionie Miejskim, mającym ok. 1000 miejsc (140 siedzących), z boiskiem o wymiarach 104×66 m. Klub powstał w 1945, a obecną nazwę przyjął w 1957. Najwyższym jego osiągnięciem był udział w rozgrywkach III ligi w sezonie 1996/97. Obecnie (sezon 2023/2024) zespół gra w klasie okręgowej, gr. zachodniopomorskiej IV.
W 2008 Połczyn-Zdrój był jednym z miast na europejskiej trasie World Harmony Run.
W Połczynie-Zdroju działa Międzyszkolny Klub Sportowy „Mieszko” Połczyn-Zdrój. Mecze piłki siatkowej odbywają się w hali widowiskowo-sportowej przy ul. Mieszka I 19.
Od 2016 roku działa Klub Strzelecki KS Gatling, który zrzesza pasjonatów i miłośników strzelectwa sportowego IPSC. Zawody w strzelectwie dynamicznym IPSC odbywają się na strzelnicy w Łężku k/ Połczyna- Zdroju. Klub posiada stronę internetową www.ks-gatling.pl.

## Wspólnoty wyznaniowe

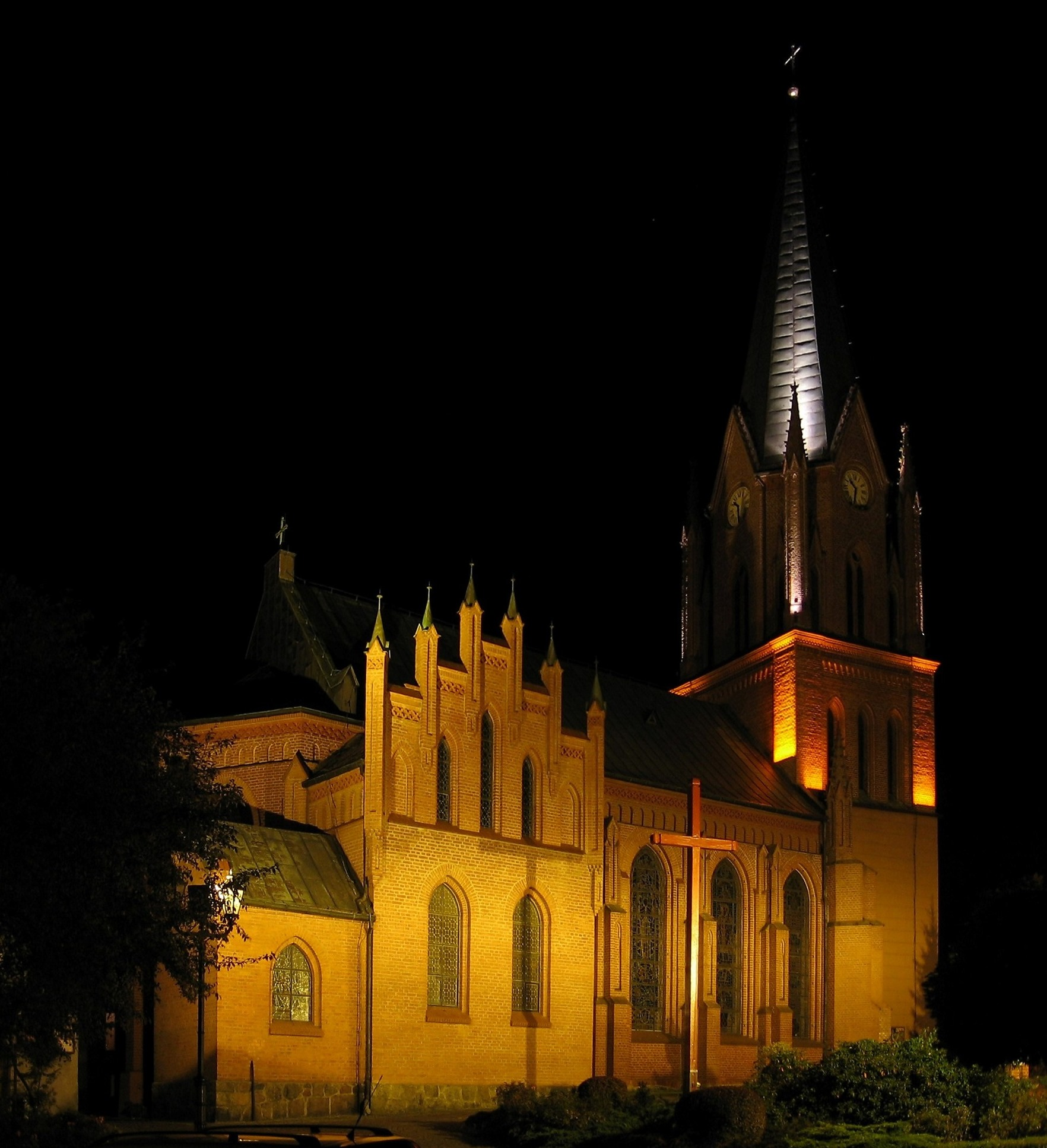
Kościół Niepokalanego Poczęcia NMP

Miasto jest siedzibą dekanatu, posiada dwie parafie rzymskokatolickie, należące do diecezji koszalińsko-kołobrzeskiej. W Połczynie znajdują się dwie wspólnoty zakonne żeńskie: salezjanki oraz Siostry Matki Miłosierdzia. W zakładzie uzdrowiskowym „Gryf” mieści się także kaplica.
Pierwszy kościół w mieście zaczęto budować w roku 1343, gdy osiedlili się niemieccy osadnicy. Kościół pierwszy raz wzmiankowany był w dokumentach z 1418 r., a od roku 1591 znany już był jako kościół mariacki. Połczyńską parafię rzymskokatolicką erygowano w 1951, choć już od 1945 była tu misja księży oblatów. Kościół Niepokalanego Poczęcia NMP uroczyście konsekrowano w 1992. Przy ul. Cmentarnej w 1978 wybudowano nowy kościół pw. św. Józefa, Oblubieńca NMP. W latach 1932–1937 na terenie Połczyna-Zdroju posługę duszpasterską pełnił ksiądz August Froehlich, wówczas rektor kościoła św. Pawła w Drawsku Pomorskim. W tym okresie zasłynął on z obrony praw niemieckich katolików, rozwoju diaspory katolickiej, za co wielokrotnie był prześladowany przez lokalnych nazistów. 22 czerwca 1942 za obronę maltretowanych polskich robotników przymusowych został zamęczony w niemieckim obozie koncentracyjnym Dachau.
Na terenie miasta działalność duszpasterską prowadzi także Kościół Chrystusowy w Połczynie-Zdroju, należący do Kościoła Chrystusowego w RP oraz zbór Kościoła Chrześcijan Dnia Sobotniego.
W mieście działalność kaznodziejską prowadzi również zbór Świadków Jehowy: Połczyn-Zdrój z salą królestwa.

## Żydzi w Połczynie

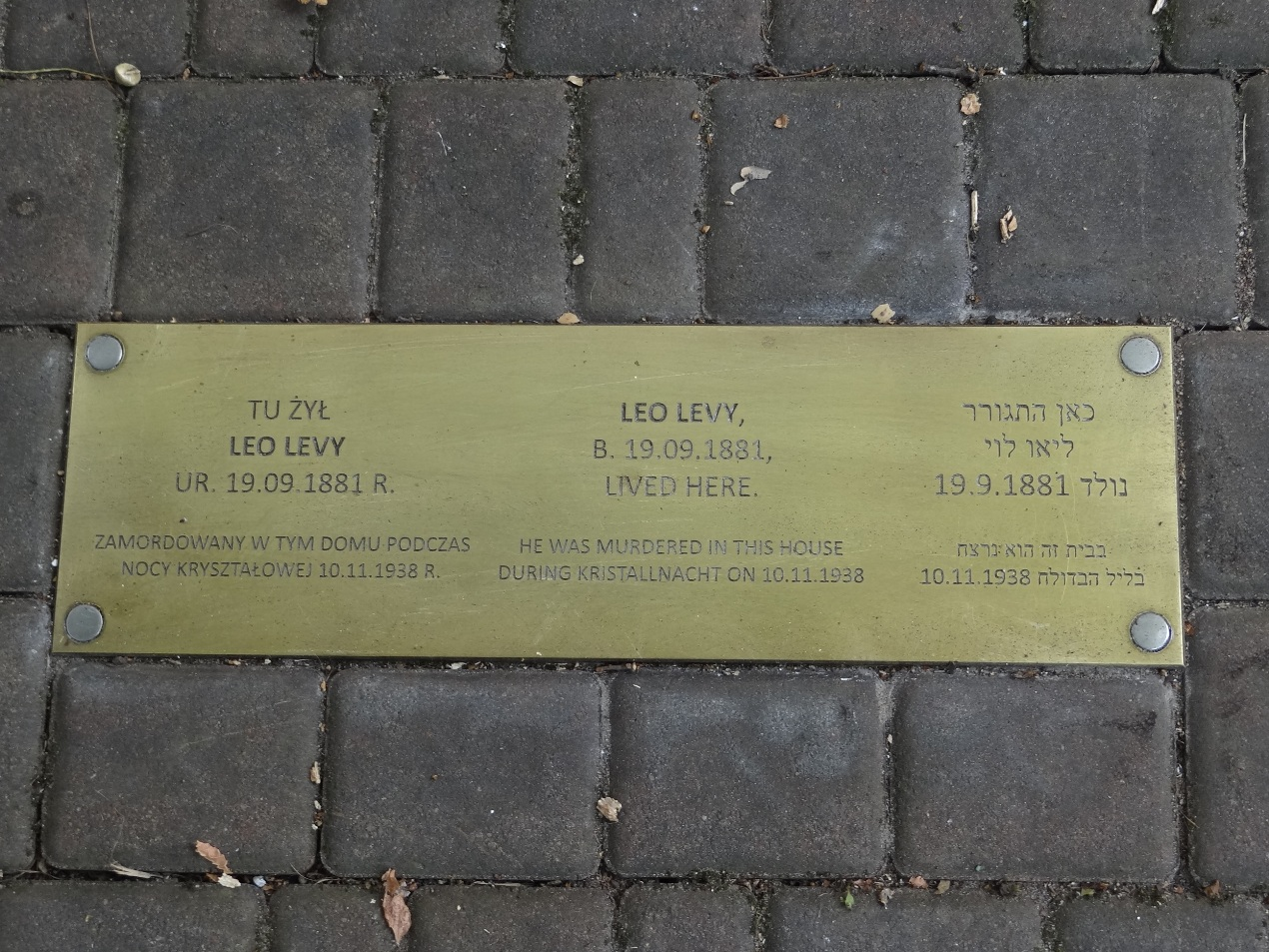
Tabliczka upamiętniająca Leo Levego

W roku 1711 w Połczynie zamieszkali pierwsi Żydzi, a w 1752 zamieszkiwało już 9 osób. W 1764 w mieście były 4 żydowskie rodziny. W XVIII w. założono stary cmentarz żydowski. W 1812 w mieście były 22 domostwa żydowskie oraz 1 wdowa. Od roku 1840 do 1880 społeczność żydowska wzrosła z 210 do 226 osób. W 1925 w Połczynie mieszkało 140 Żydów w ok. 30 domostwach, podczas gdy liczba mieszkańców wynosiła ok. 5 tys. osób. W 1932 mieszkało tu nadal 120 Żydów. Żyła tu w XIX i XX wieku rodzina Levych, w tym Leo Levy, który 10 listopada 1938 został zamordowany w swoim domu przy ob. ul. Zdrojowej 2) przez nazistowskich bojówkarzy. W tym samym czasie podczas nocy kryształowej synagoga przy Mühlenstraße 13 została zdemolowana i następnie zaadaptowana jako magazyn. W latach 30. budynki gminy żydowskiej zostały sprzedane przez władze miasta.

## Administracja

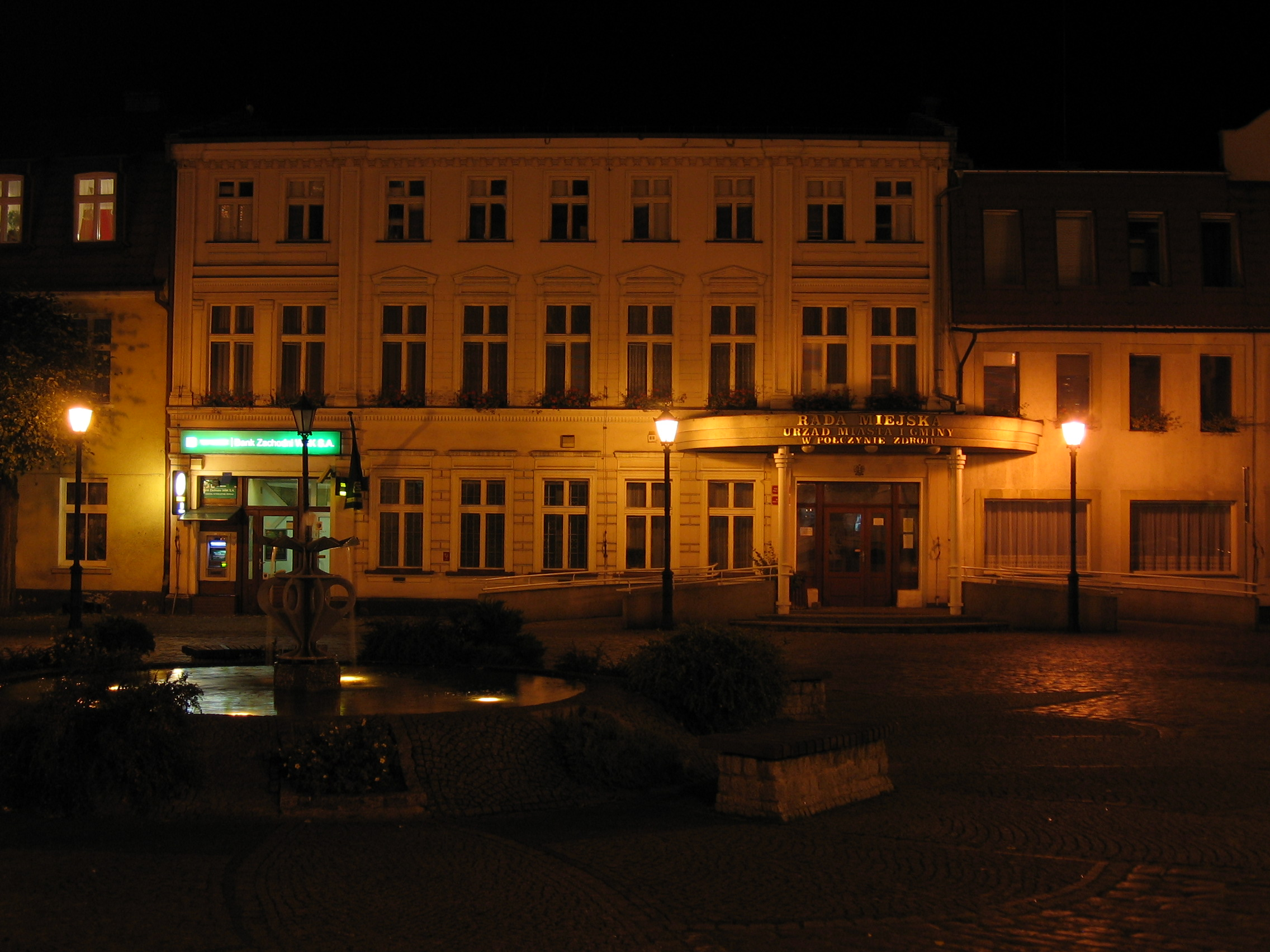
Urząd Miejski w Połczynie-Zdroju

Miasto jest siedzibą gminy miejsko-wiejskiej. W Radzie Miejskiej w Połczynie zasiada 15 radnych. Organem wykonawczym jest burmistrz. Siedzibą władz jest urząd miasta i gminy przy placu Wolności.
Burmistrzowie Połczyna-Zdroju od 1990:
- Włodzimierz Pilarz (1990–1991)
- Marian Janowski (1991–1993)
- Stanisław Skibiński (1993–1994)
- Stanisław Wziątek (1994–2001)
- Barbara Nowak (2002–2018)
- Sebastian Witek (2018-2024)
- Józef Nizioł (od 2024)

Miasto należy do Związku Miast i Gmin Dorzecza Parsęty,
Stowarzyszenia Gmin Pojezierza Drawskiego,
Stowarzyszenia Gmin Uzdrowiskowych RP,
Stowarzyszenia Inicjatyw Społeczno-Gospodarczych w Świdwinie, Stowarzyszenia Gmin Polskich Euroregionu Pomerania.
Mieszkańcy wybierają posłów na Sejm z okręgu wyborczego nr 40, senatora z okręgu wyborczego nr 99, a posłów do Parlamentu Europejskiego z okręgu wyborczego nr 13.
Miasto jest siedzibą nadleśnictwa, obejmującego obszary gmin Połczyn-Zdrój, Barwice, Czaplinek, Tychowo, Grzmiąca, Rąbino i Ostrowice.

## Infrastruktura

### Transport

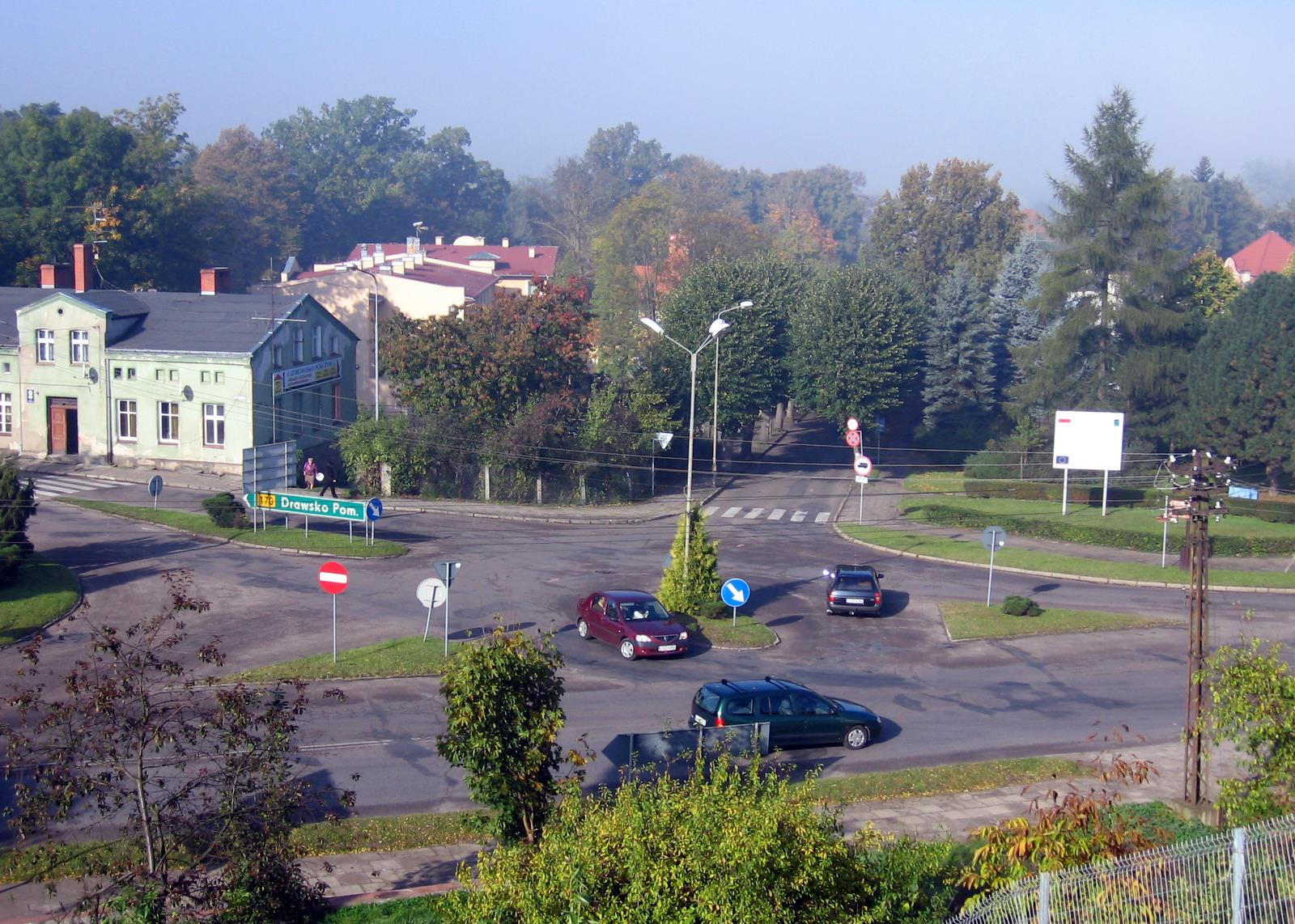
Dawne skrzyżowanie dróg: nr 163 z nr 173

Przez miasto przechodzi droga wojewódzka nr 163, biegnąca przez całe województwo z południa od Wałcza do Kołobrzegu. W mieście rozpoczynają się droga wojewódzka nr 173 prowadząca do Drawska Pomorskiego oraz droga wojewódzka nr 172 do Szczecinka. Nieopodal miasta rozpoczynają się dwie kolejne drogi: wojewódzka nr 152 biegnąca w kierunku zachodnim do Płot (DK6) oraz droga wojewódzka nr 167 na północ do Koszalina.
W latach 90. zlikwidowano wszystkie połączenia kolejowe do Połczyna. Najbliższe węzły kolejowe (stacje kolejowe z czynnymi połączeniami pasażerskimi przynajmniej w trzy strony) to Białogard (28 km) i Szczecinek (41 km). Najbliższe stacje kolejowe z czynnymi połączeniami pasażerskimi (przynajmniej lokalnymi) to Świdwin (21 km), Nielep (16 km), Rąbino (15 km), Czarnowęsy Pomorskie (21 km), Podborsko (19 km), Tychowo (20 km) oraz Wielanowo (20 km). Wszystkie podane odległości do stacji kolejowych są w linii prostej.
Najbliższe lotnisko to port lotniczy Szczecin-Goleniów, znajdujący się 102 km od miasta.
W mieście znajduje się dworzec autobusowy, z którego odchodzą autobusy m.in. do Bydgoszczy, Jeleniej Góry, Kołobrzegu, Poznania, Szczecina, Warszawy.

### Gospodarka komunalna
| Forma własności            | Liczba | %     |
| -------------------------- | ------ | ----- |
| mieszkania osób fizycznych | 1448   | 45,98 |
| mieszkania spółdzielcze    | 711    | 22,58 |
| mieszkania komunalne       | 817    | 25,94 |
| mieszkania TBS             | 82     | 2,6   |
| mieszkania zakładów pracy  | 82     | 2,6   |
| pozostałe mieszkania       | 9      | 0,29  |
| Razem Σ                    | 3149   | 100   |

Połczyn-Zdrój według danych z 2006 posiadał 3149 mieszkań o łącznej powierzchni 199 722 m². W mieście 99,7% mieszkań miało dostęp do wodociągów, 85,7% do łazienki, a 74,4% posiadało centralne ogrzewanie. Przeciętna powierzchnia użytkowa połczyńskiego mieszkania to 63,4 m², a 23,3 m² przypadało na 1 mieszkańca.
W 2006 99,9% mieszkańców Połczyna miało dostęp do sieci wodociągowej, 92,2% do sieci kanalizacyjnej, 6,1% do sieci gazowej. Przeciętny mieszkaniec Połczyna w 2006 zużył 25,8 m³ wody z wodociągów, 839,9 kWh energii elektrycznej, 107,4 m³ gazu z sieci.

### Infrastruktura techniczna
Miasto posiada kanalizację sanitarną o długości 39,5 km. Oczyszczalnia w Połczynie-Zdroju, mając założoną przepustowość 5800 m³/dobę, przyjmuje ścieki w ilości 3600 m³/dobę, z czego tylko napływ ok. 1200 m³/dobę wynika ze zużycia wody, a pozostała wielkość ok. 2400 m³/dobę jest skutkiem funkcjonowania w mieście w znacznej części kanalizacji ogólnospławnej. W Połczynie-Zdroju jest tylko 5,4 km kanalizacji deszczowej.
Połczyn-Zdrój posiada 34,3 km wodociągu z podłączonymi 728 obiektami. Roczne zużycie wody w mieście wynosi 296 100 m³.
W Połczynie znajduje się Główny Punkt Zasilania (GPZ) 110/15 kV, przez który energia elektryczna jest rozprowadzana do wszystkich miejscowości w gminie. Operatorem elektroenergetycznym jest Energa-Operator.
Miasto ma możliwość rozbudowy sieci średniego ciśnienia, wyprowadzonej ze stacji redukcyjnej WC/SC w Połczynie-Zdroju, zasilanej z rurociągu WC prowadzącego z Barwic. W 2006 ogólna długość czynnej sieci gazowej w mieście wynosiła 33,71 km, a liczba gospodarstw domowych odbierających gaz w mieście wynosiła 5408.
Przy ul. Piwnej znajdują się stacje bazowe sieci GSM trzech operatorów komórkowych. Na południowy wschód od miasta znajduje się kolejna stacja bazowa GSM sieci PTC. Operatorem telefonicznej sieci kablowej jest TP SA.

### Bezpieczeństwo
W Połczynie mieści się komisariat Policji, obsługujący całą gminę Połczyn-Zdrój oraz gminę Rąbino.
Miasto posiada swoją jednostkę Ochotniczej Straży Pożarnej włączoną do krajowego systemu ratowniczo-gaśniczego. Na wyposażeniu jednostki są cztery samochody gaśnicze, samochód lekki ratownictwa technicznego, dwa samochody gaśnicze oraz samochód kwatermistrzowski. OSP ma także sekcję 7 płetwonurków. W siedzibie jednostki znajduje się Gminne Centrum Zarządzania Kryzysowego.
W mieście powołano Gminny Zespół Zarządzania Kryzysowego, liczący 23 ekspertów różnych dziedzin, którzy w zakresie swoich kompetencji i umiejętności tworzą zespół doradczy Burmistrza Połczyna-Zdroju.
Ratownictwo Medyczne w Połczynie zapewnia tutejsza filia Wojewódzkiej Stacji Pogotowia Ratunkowego, w której działa 1 zespół ratownictwa medycznego. Zespół podstawowy „P” swoim działaniem obejmuje oprócz gminy Połczyn-Zdrój także gminę Rąbino, a także sąsiednie gminy i powiaty w razie niedostępności innych ZRM.

### Opieka zdrowotna i socjalna

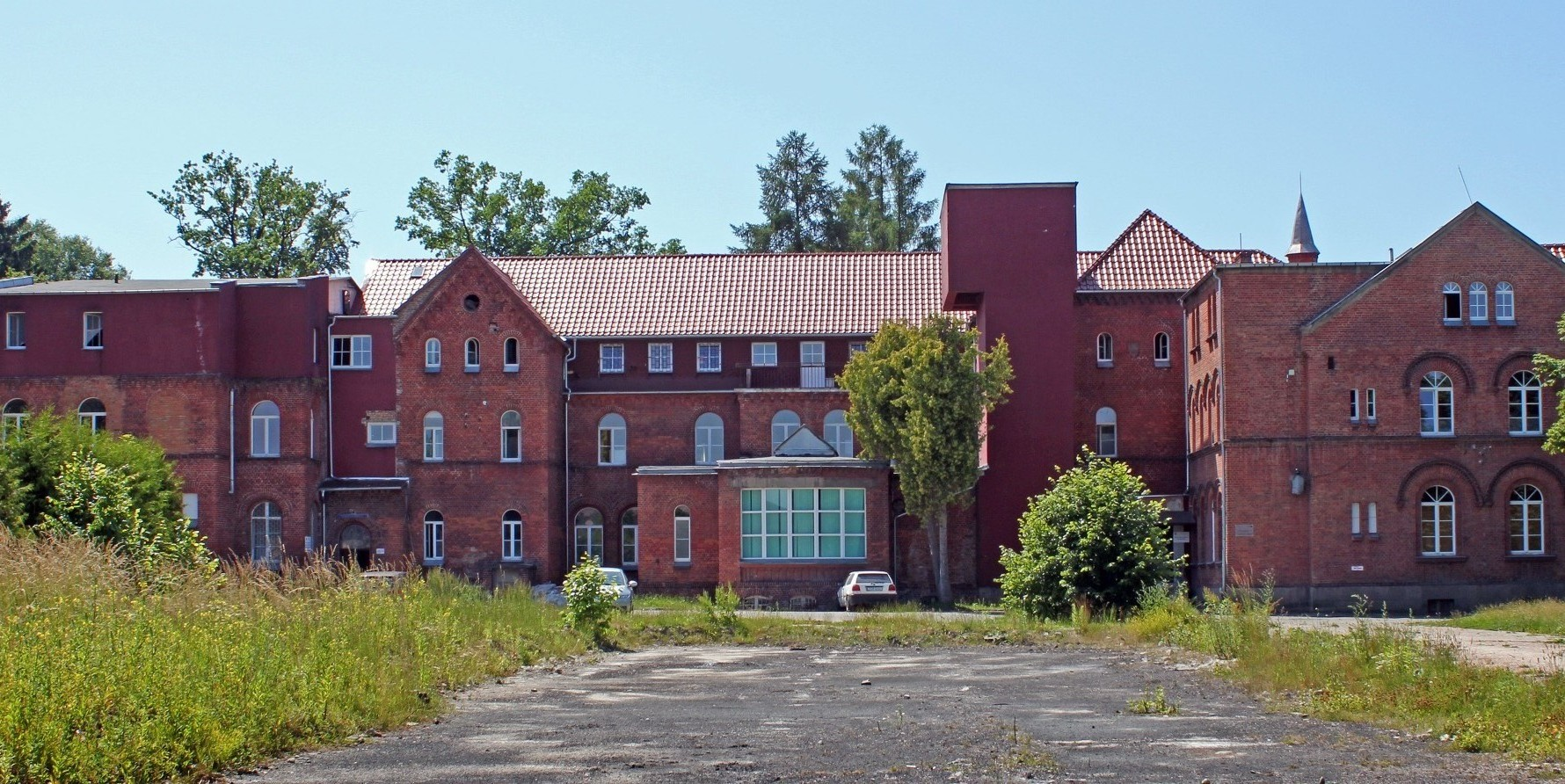
Szpital Powiatowy

Przy ul. Szpitalnej mieści się szpital powiatowy, który udziela świadczeń zdrowotnych w zakresie lecznictwa szpitalnego, ambulatoryjnej opieki specjalistycznej, diagnostyki ambulatoryjnej, pomocy doraźnej oraz transportu sanitarnego. Szpital obejmuje 6 oddziałów, blok operacyjny, 8 poradni specjalistycznych, 5 pracowni (w tym laboratorium w Świdwinie).
W Połczynie mieszczą się 3 apteki oraz 6 zespołów opieki zdrowotnej (z czego 1 publiczny szpital powiatowy). W 2007 praktyki lekarskie prowadziło 8 lekarzy.

## Miasta partnerskie
- Templin (od 1998[74])
- Controguerra (od 2003[74])